# Église Saint-Martin-et-Saint-Léonard de Vez
L’église Saint-Martin-et-Saint-Léonard est une église catholique paroissiale située à Vez, dans le département de l'Oise, en France. Sa partie la plus remarquable est son petit chœur rectangulaire de style gothique, qui date des années 1225 / 1230 et est d'une sobre élégance. Le clocher en bâtière un peu trapu, d'une génération plus ancienne, le flanque au nord, et le dépasse de peu. Son rez-de-chaussée abrite la chapelle de la Vierge. Quatre fois plus long que le chœur est la nef non voûtée du milieu du XIIe siècle, dont la charpente partiellement apparente conserve des engoulants. Quoique largement dominée par le chœur à l'extérieur, elle atteint, à l'intérieur, la même hauteur sous plafond que ce dernier. La nef vaut surtout pour sa façade occidentale assez originale et conservée sans aucune altération, et les grandes arcades gothique flamboyant vers le bas-côté nord, qui aboutit sur la base du clocher. L'église a été inscrite au titre des monuments historiques par arrêté du 3 avril 1926. Elle est aujourd'hui affiliée à la paroisse Saint-Sébastien de Crépy-en-Valois, et des messes dominicales y sont célébrées tous les deux mois environ, à 11 h 00.

## Localisation
L'église Saint-Martin-et-Saint-Léonard est située en France, en région Hauts-de-France et dans le département de l'Oise, sur la commune de Vez, au nord de la vallée de l'Automne, que dominent le donjon de Vez et le village bâti à son abri. Elle est bâtie en recul par rapport à la rue principale du village, la rue de la croix Rebours, au nord, rue de l'Église. Celle-ci quitte la rue principale au niveau du monument aux morts, au milieu d'une petite place, et débouche sur le portail sud de l'église. Elle se poursuit néanmoins vers le nord, en devenant beaucoup plus étroite, passe immédiatement devant la façade occidentale, et aboutit sur le chemin de la Procession. En partant de la rue de l'Église, une ruelle se faufile entre l'élévation nord de l'église et la propriété voisine, puis s'élargit et dévie vers le nord, avant d'aboutir elle aussi sur le chemin de la Procession. En somme, le début de l'élévation sud de la nef, la façade et l'élévation nord donnent ainsi sur la voie publique. Le reste de l'élévation sud donne sur une propriété privée close par des murs, et le chevet est enclavée dans un jardin, et partiellement mitoyen d'une remise desservie par la ruelle.

## Historique

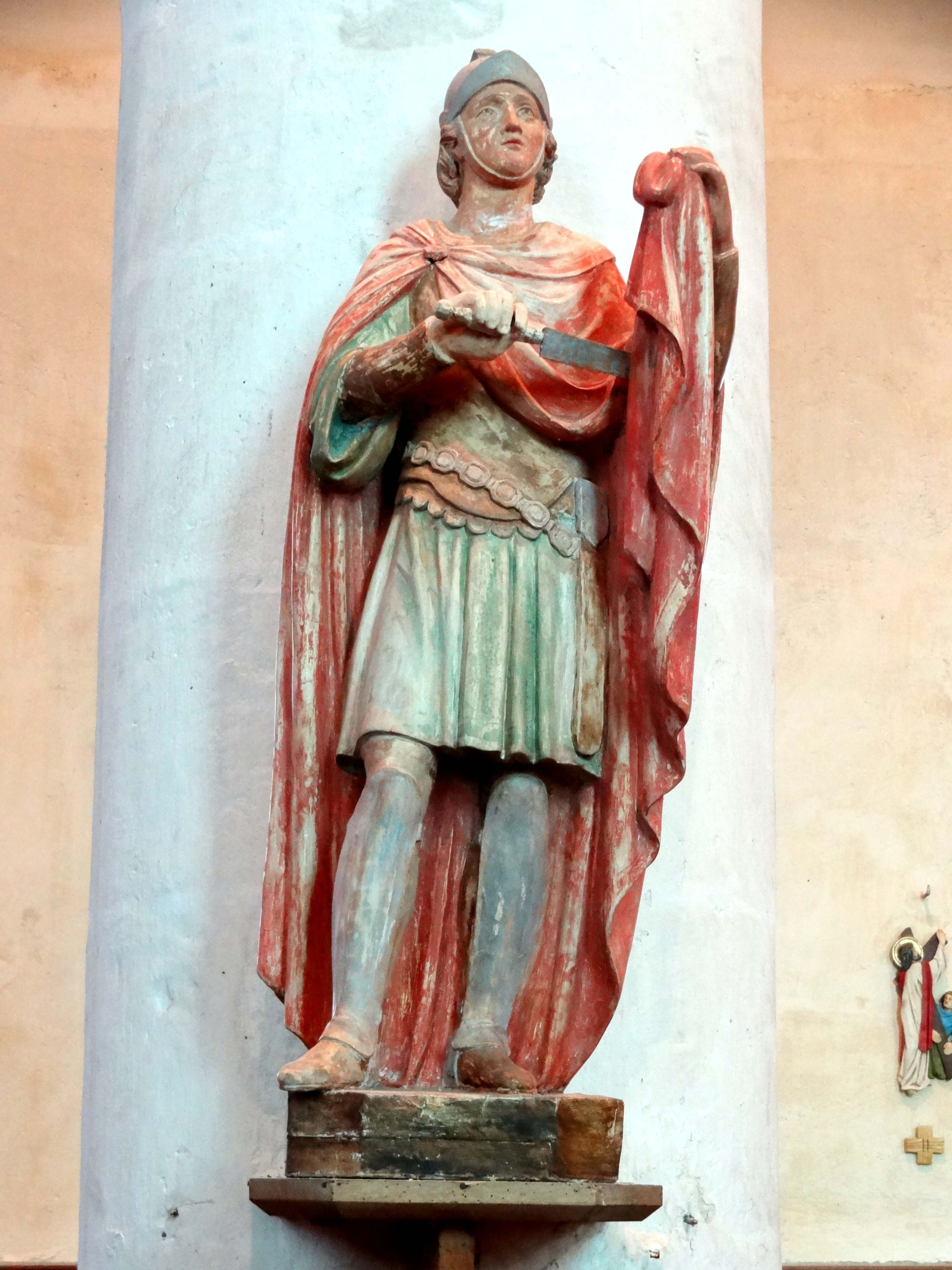
Statue de saint Martin.

L'on ignore la date de fondation de la paroisse. Sous l'Ancien Régime, elle dépend du doyenné de Coyolles, de l'archidiaconé de la Rivière, et du diocèse de Soissons. Le collateur de la cure est l'évêque de Soissons. Les deux saints patrons sont saint Martin de Tours et saint Léonard de Noblat, dit aussi saint Léonard du Limusin. Ce dernier vocable, assez rare dans le nord de la France, est partagé avec l'église d'Avilly-Saint-Léonard, près de Senlis. La partie la plus ancienne de l'église actuelle est la nef, dont la façade occidentale est datable des alentours de 1150. Le mur méridional a été si souvent réparé qu'il a perdu tout caractère. Vers 1200, le clocher est bâti au nord du sanctuaire roman qui existe encore à cette époque. Ce dernier est jeté bas une génération plus tard, et le chœur gothique est édifié à son emplacement. Son style indique les années 1225 / 1230, et semble influencé par l'abbatiale de Saint-Jean-aux-Bois. Ce n'est qu'à la première moitié du XVIe siècle que des grandes arcades sont ouvertes dans le mur nord de la nef, et que l'église est agrandie par l'adjonction d'un bas-côté
Sous la Révolution française, Vez est rattaché au diocèse de Beauvais à l'instar de l'ensemble des paroisses sur le territoire du département de l'Oise. Après le rétablissement du culte, le village devient une succursale qui compte dans son étendue l'ancienne paroisse d'd'Éméville. L'église est inscrite au titre des monuments historiques par arrêté du 3 avril 1926. Elle bénéficie de plusieurs campagnes de construction à la fin du XXe siècle et au début du XXe siècle. Depuis la création de quarante-cinq nouvelles paroisses en 1996, Vez est l'une des seize communes regroupées dans la paroisse Saint-Sébastien de Crépy-en-Valois. Les messes dominicales y sont généralement célébrées le dimanche à 11 h 00, en alternance avec l'une des sept autres églises de la communauté de Vaumoise. La fréquence ne dépasse guère une messe tous les deux mois, sans compter les célébrations particulières.

## Description

### Aperçu général

Plan de l'église.

Régulièrement orientée, l'église répond à un plan dissymétrique à deux vaisseaux. Elle se compose d'une nef de quatre travées accompagnée d'un unique bas-côté du côté nord ; d'un chœur d'une seule travée terminé par un chevet plat ; d'un clocher en bâtière dont la base accueille une petite chapelle, dans l'axe du bas-côté et au nord du début du chœur ; et d'une sacristie au sud du chœur. Une tourelle d'escalier cylindrique flanque l'angle nord-ouest du clocher, du côté ouest. L'ensemble de l'église ne compte qu'un unique niveau d'élévation. La nef est recouverte d'une fausse voûte en berceau brisé en bois plâtré. Le plafond incliné du bas-côté n'est autre que le revers de son toit en appentis. Le chœur et la base du clocher sont voûtés d'ogives. L'on accède à l'église par le portail occidental de la nef, ou par un portail latéral dans la première travée de la nef, au sud.

### Intérieur

#### Nef et bas-côté

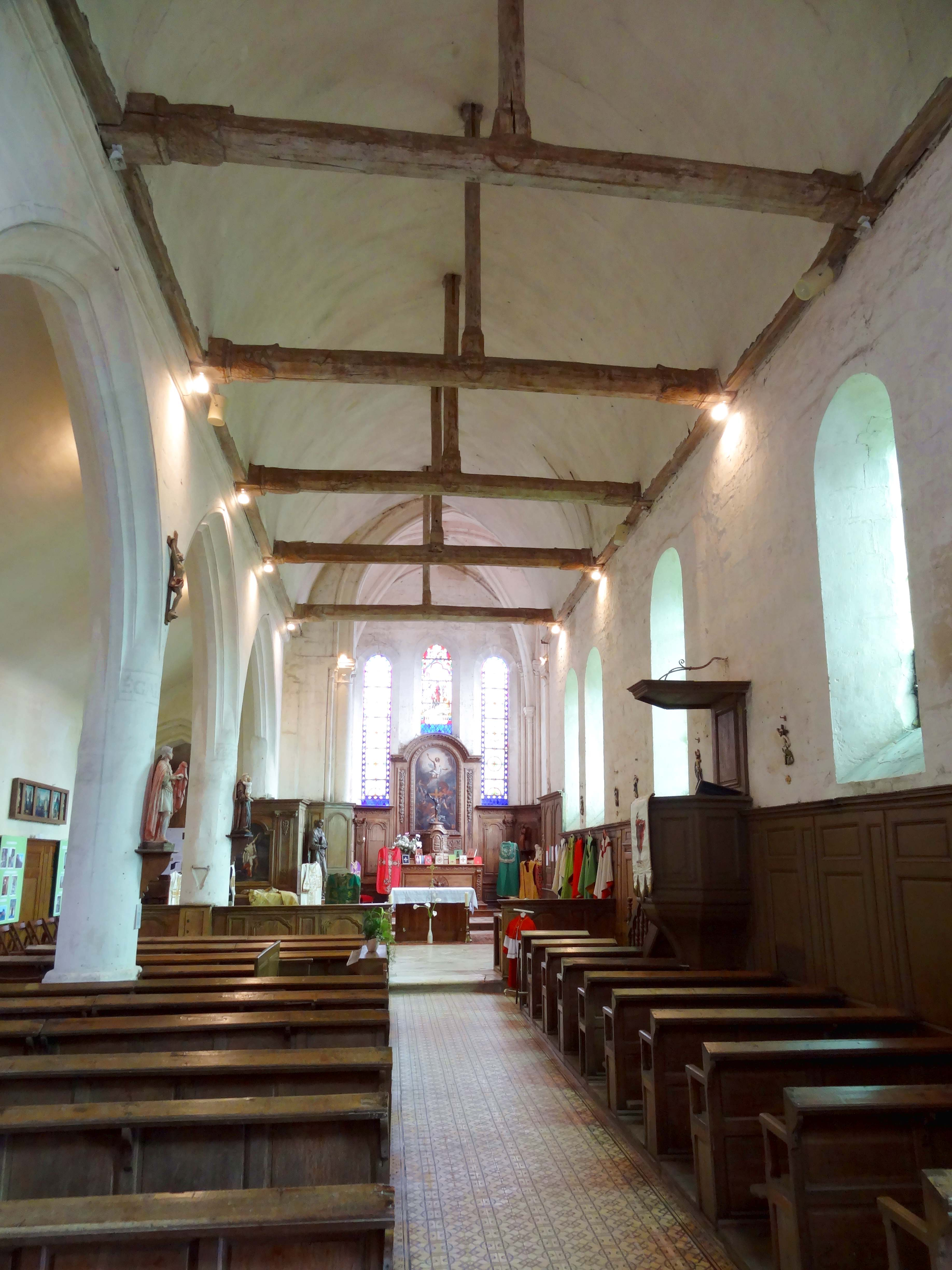
Nef, vue vers l'est.

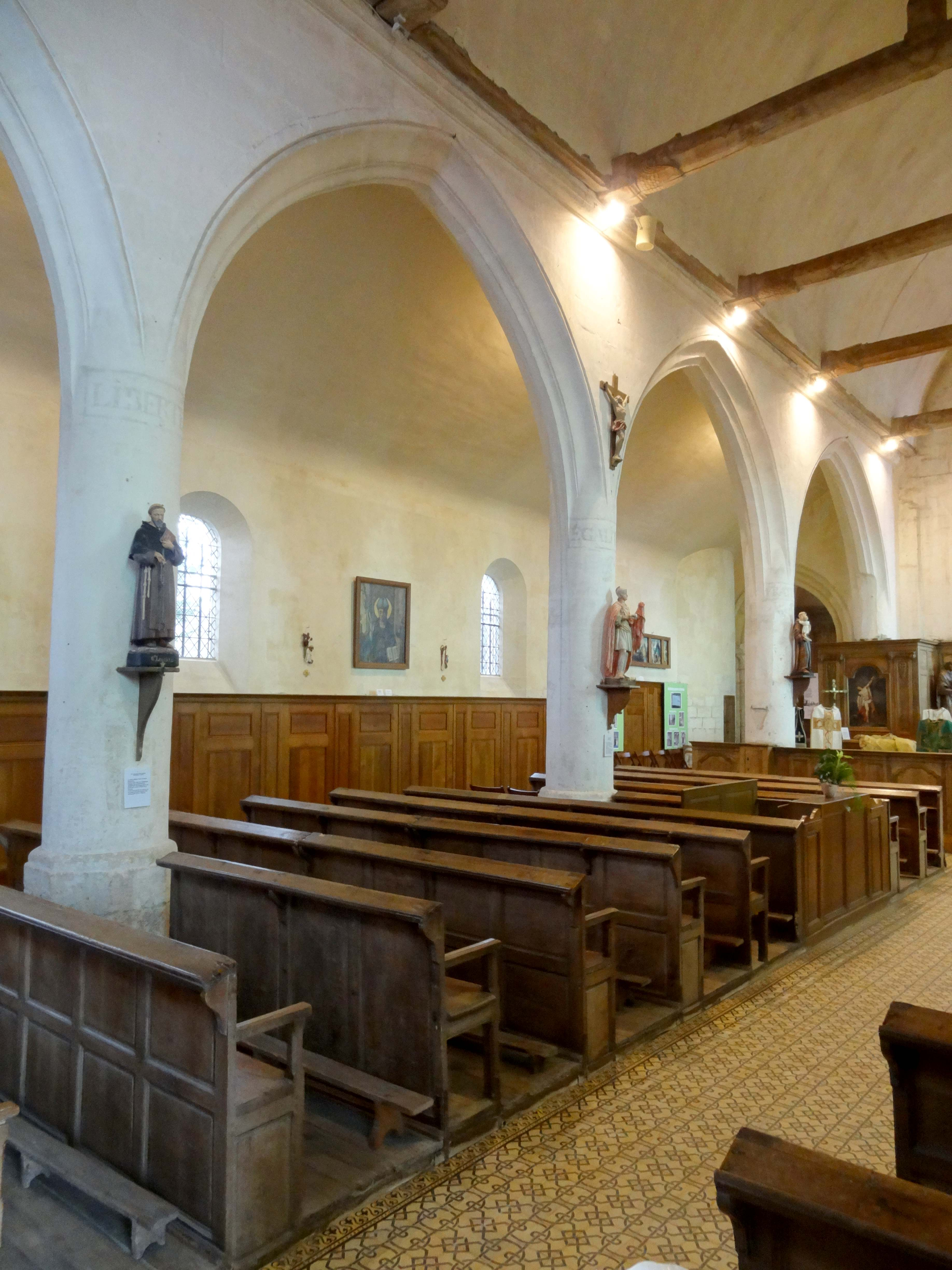
Grandes arcades.

Conçue comme nef unique et non destinée à être voûtée, la nef est une construction simple, qui tient son caractère des grandes arcades de la période flamboyante au nord, faisant face à un mur percé de hautes fenêtres en plein cintre au sud, comme à Borest. Certaines baies devraient dater d'origine. Elles sont toutes munies d'un ébrasement, comme c'est la règle au Moyen Âge, mais la deuxième est beaucoup plus étroite que les autres, et dans la quatrième travée, l'on trouve assez curieusement deux baies un peu plus petites que les autres. Sinon il y a une baie par travée. Les allèges représentent un tiers de la hauteur du mur gouttereau sud. Elles sont habillées de boiseries sobres du XVIIIe siècle, qui sont constituées de panneaux à fenestrages, et atténuent quelque peu l'austérité de l'architecture. Elle est, d'autre part, renforcée par le plâtrage du lambris de la charpente, selon un usage fréquent à la période classique. On trouve des fausses voûtes semblables à Béthancourt-en-Valois, Béthisy-Saint-Martin, Gilocourt, Glaignes, Ormoy-Villers, Saint-Vaast-de-Longmont, etc. Des lambris apparents conservés en l'état sont en effet devenus assez rares dans la région. L'avantage des fausses voûtes est évident : elles sont légères, peu onéreuses, et permettent surtout de rattacher une bonne partie du volume des combles à l'espace intérieur, qui en tient des proportions élancées malgré la hauteur toute relative des murs gouttereaux. En l'occurrence, la nef atteint ainsi la même hauteur sous le sommet du plafond que le chœur, qui la dépasse pourtant nettement en hauteur à l'extérieur. Dominique Vermand se fait ainsi impressionner par les élévations extérieures du chœur et le dit très élevé par rapport à la nef. De même, Dany Sandron souligne « son échelle, nettement supérieure à celle de la nef romane ». Ce propos n'est pas très judicieux, mais il est vrai que les entraits et poinçons de la charpente relativisent visuellement quelque peu la hauteur de la nef, d'autant plus qu'une ferme de la charpente se superpose à l'arc triomphal ouvrant sur le chœur, ce qui n'est pas d'un effet heureux. Il faut en même temps saluer la bonne conservation des éléments visibles de la charpente, qui donnent quelque cachet à la nef dont l'architecture se résume à si peu de chose. On retient surtout les engoulants sous la forme de têtes de monstre, comme à Amblainville, Auvillers, Fresnoy-la-Rivière, Gonesse, Méru, Ully-Saint-Georges, etc,.
Les grandes arcades en tiers-point occupent entièrement l'élévation nord de la nef, et sont pourtant d'un aspect léger, car largement ouvertes, et retombant sur des piliers cylindriques pas trop fortes. Si la période flamboyante a laissé beaucoup de nefs aveugles dans la région, éclairées seulement indirectement par les baies des collatéraux, les exemples de bas-côtés uniques sont également fréquentes. Sans doute afin d'optimiser l'éclairage par la lumière naturelle du vaisseau central, ils semblent le plus souvent disposés au nord, à moins qu'ils ne soient voûtés à la même hauteur que la nef. On peut, à ce titre, citer Avilly-Saint-Léonard, Borest, Fresnoy-en-Thelle, Lierville, Mont-l'Évêque, Neuilly-sous-Clermont, Rivecourt, Saintines, Le Thillay, Villeneuve-sur-Verberie, etc. Sauf à Rivecourt, la nef est d'origine plus ancienne. Il est assez significatif du XVIe siècle qu'on ne se contente plus d'ouvrir des arcades sommaires dans le mur existant, mais que l'on effectue une reprise en sous-œuvre pour réaliser des arcades bien régulières et soigneusement moulurées. En l'occurrence, elles accusent, du haut vers le bas, une baguette reliée à une large gorge, une rainure, et une moulure concave. C'est le profil habituel des pourtours des fenêtres à la période flamboyante. L'intrados est méplat, et n'affiche pas l'habituel boudin. Comme particularité, le filet de l'intrados se continue sur les piliers. Les arcades se fondent directement dans les piliers, sans interposition de frises ou chapiteaux, conformément aux préceptes de l'architecture flamboyante, qui sont loin d'être toujours rigoureusement observés. Le parti des piliers cylindriques appareillés en tambour n'est en revanche pas tout à fait dans l'esprit du temps, mais néanmoins fréquent en raison de son moindre coût. On trouve donc des piliers semblables à Bessancourt, Boran-sur-Oise, La Chapelle-en-Serval, Fresnoy-la-Rivière, Jagny-sous-Bois, Orrouy, Précy-sur-Oise, Survilliers, Le Thillay, Vineuil-Saint-Firmin, etc. Cependant, dans aucun des cas, ces piliers sont garnis d'un filet dans l'intrados des arcades, comme c'est le cas à Vez. Habituellement, les piliers portent des croix de consécration. À Vez, ils conservent les traces de la profanation de l'église sous la Révolution française. Chaque pilier libre affiche l'un des éléments de la devise républicaine Liberté, Égalité, Fraternité au-dessus d'un bonnet phrygien. Les bases sont assez frustes, et se limitent à un quart-de-rond. Elles reposent sur des socles octogonaux. Quant au bas-côté lui-même, il n'appelle que peu de remarques. Bien que la hauteur des grandes arcades aurait permis de lui donner une certaine élévation, on a opté pour un plafond incliné et un mur gouttereau très bas, qui est percé de petites baies en plein cintre nettement ébrasées. Il n'y a pas de fenêtre dans la dernière travée, dont la tourelle d'escalier est mitoyenne. Les murs sont revêtus des boiseries du même type que dans la nef.

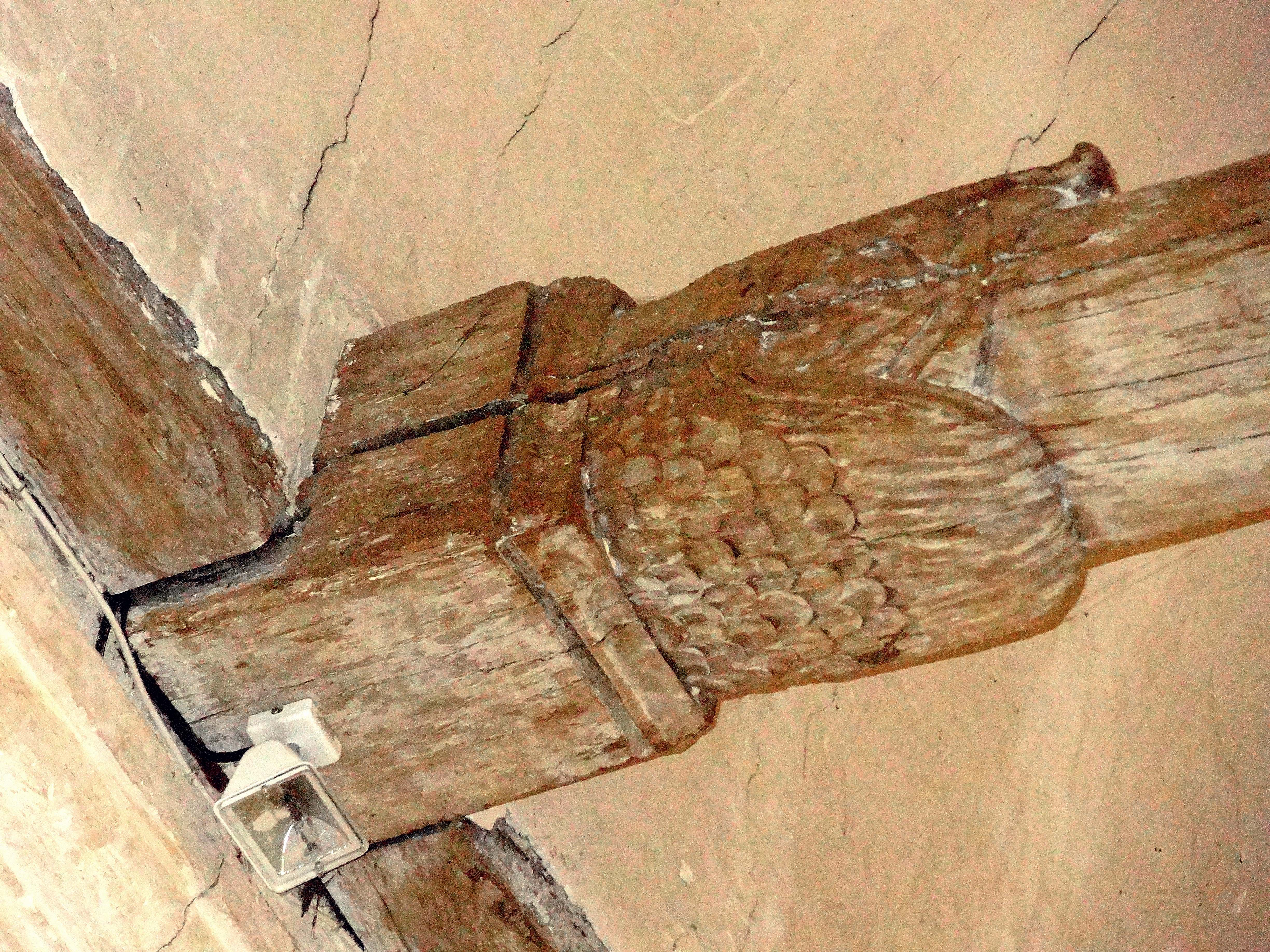
Engoulant de la charpente de la nef.
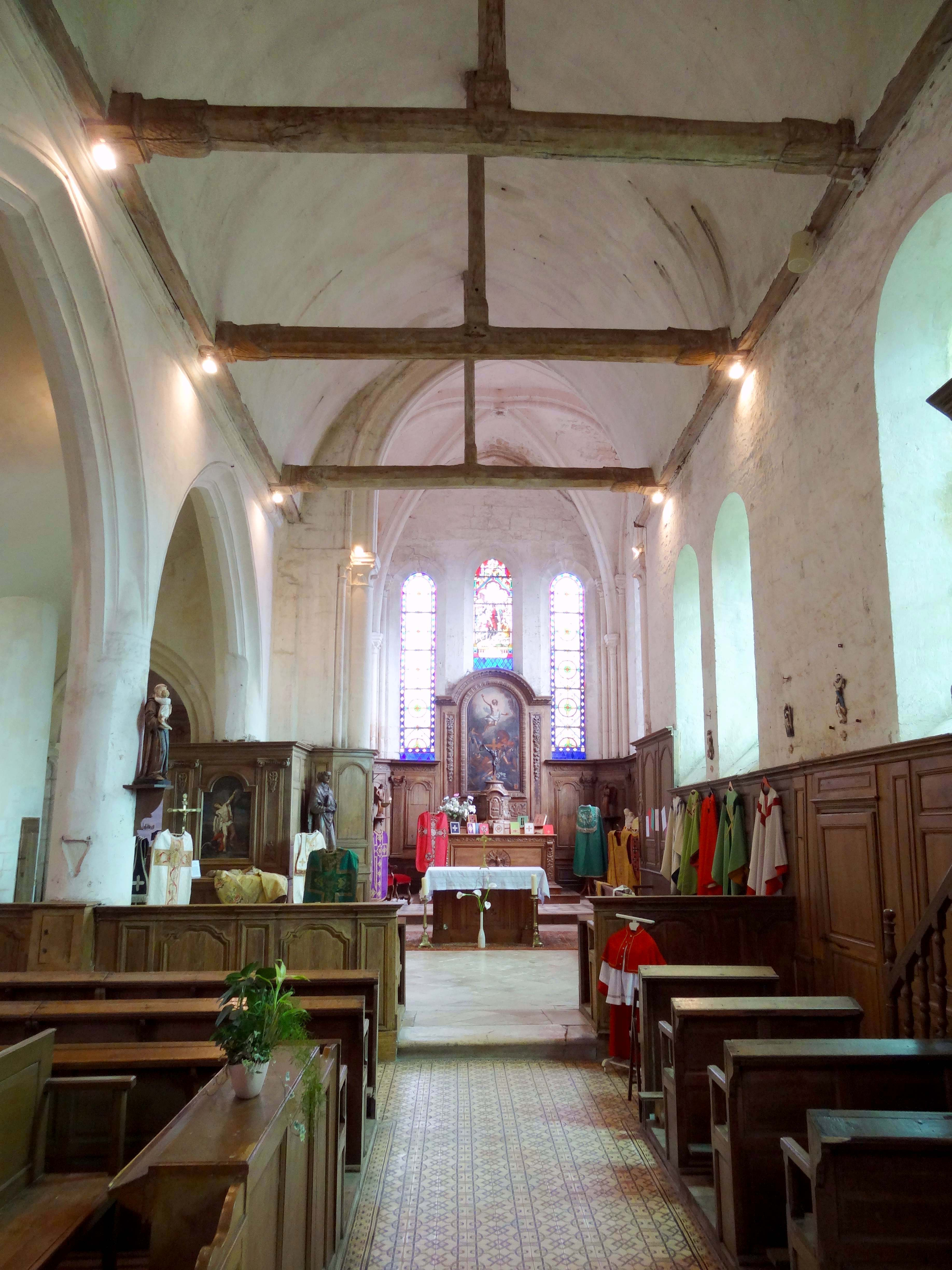
Nef, 4e travée, vue vers l'est.
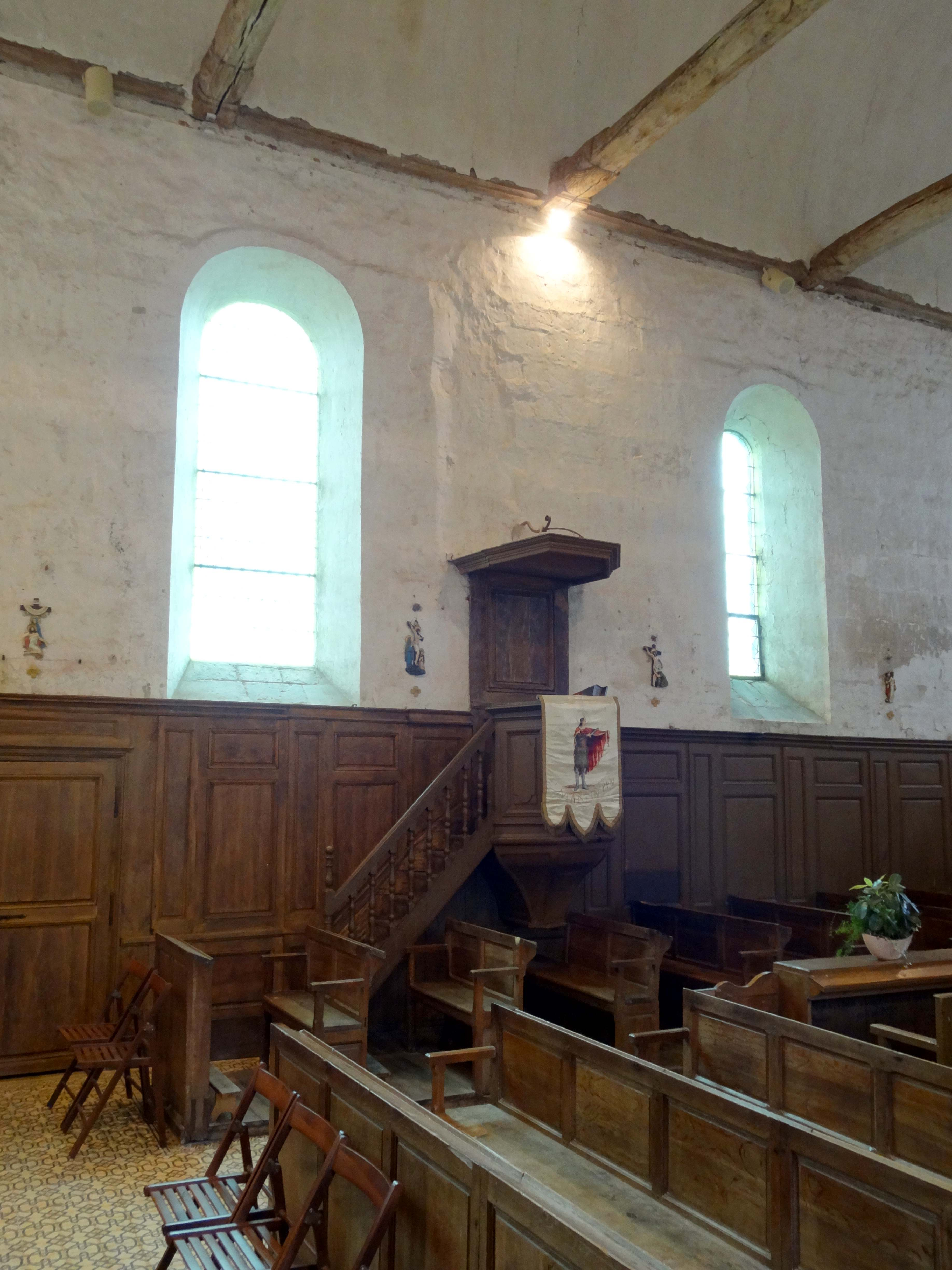
Nef, élévation sud et chaire à prêcher.
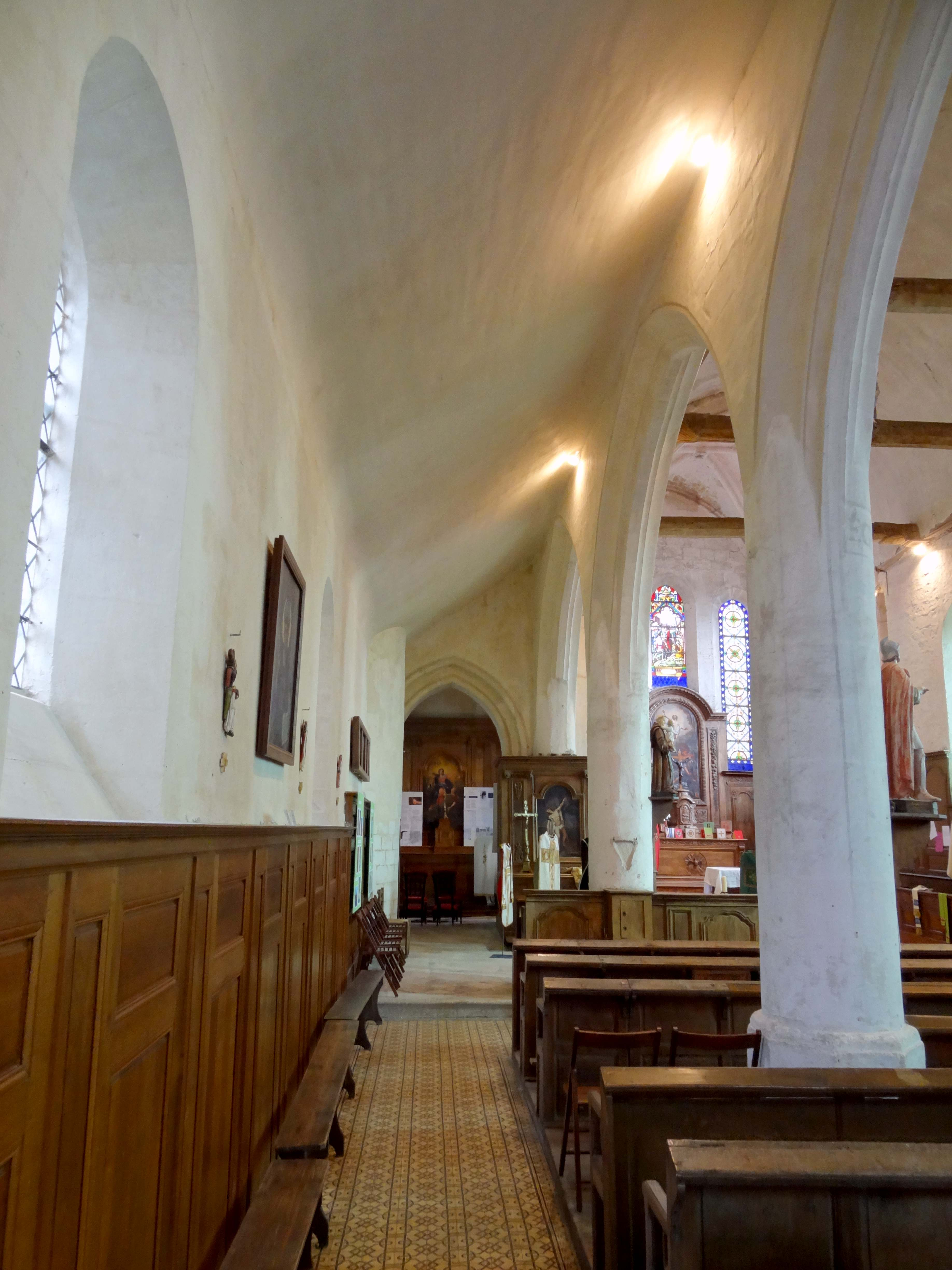
Bas-côté, vue vers l'est.
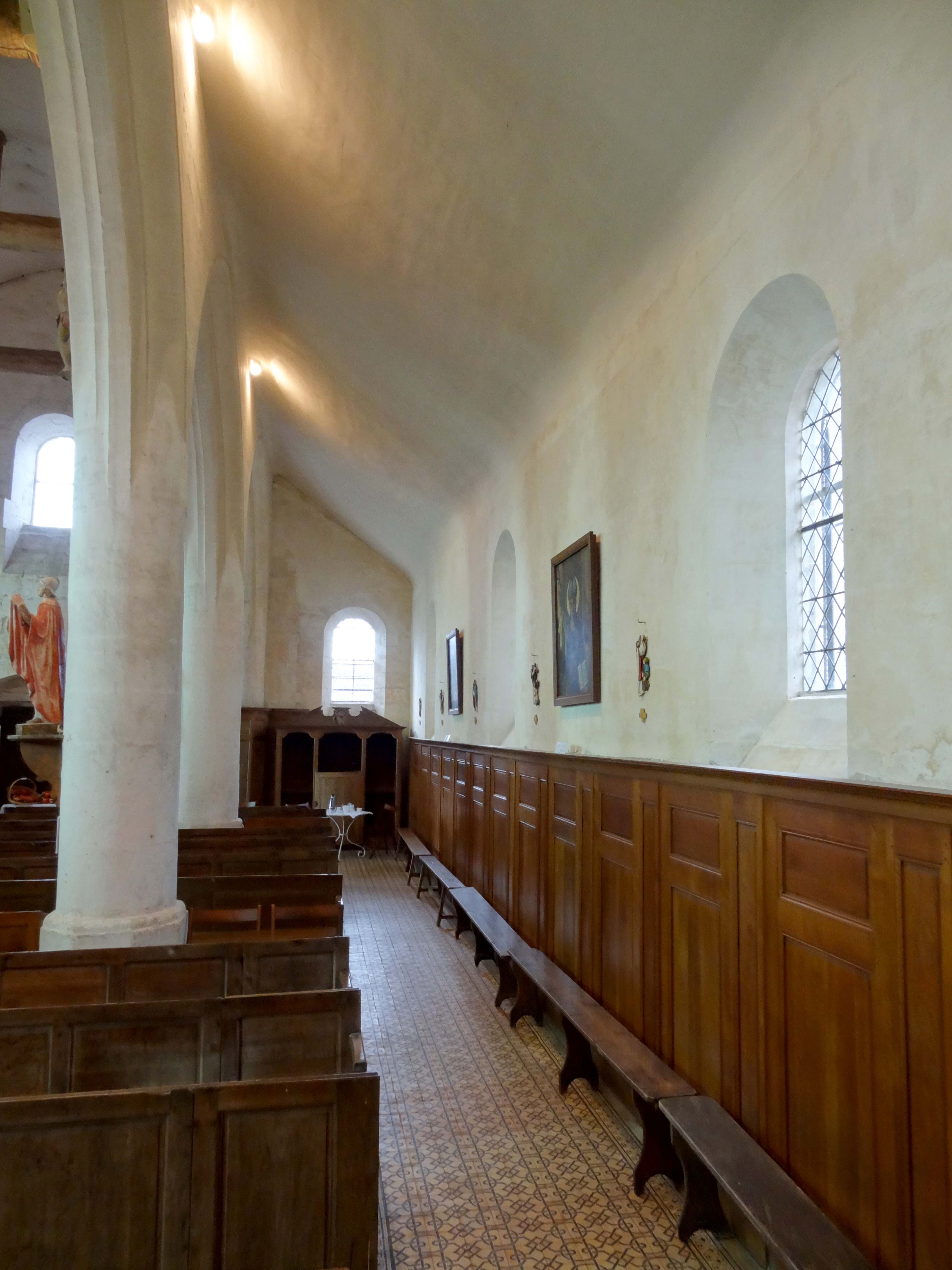
Bas-côté, vue vers l'ouest.
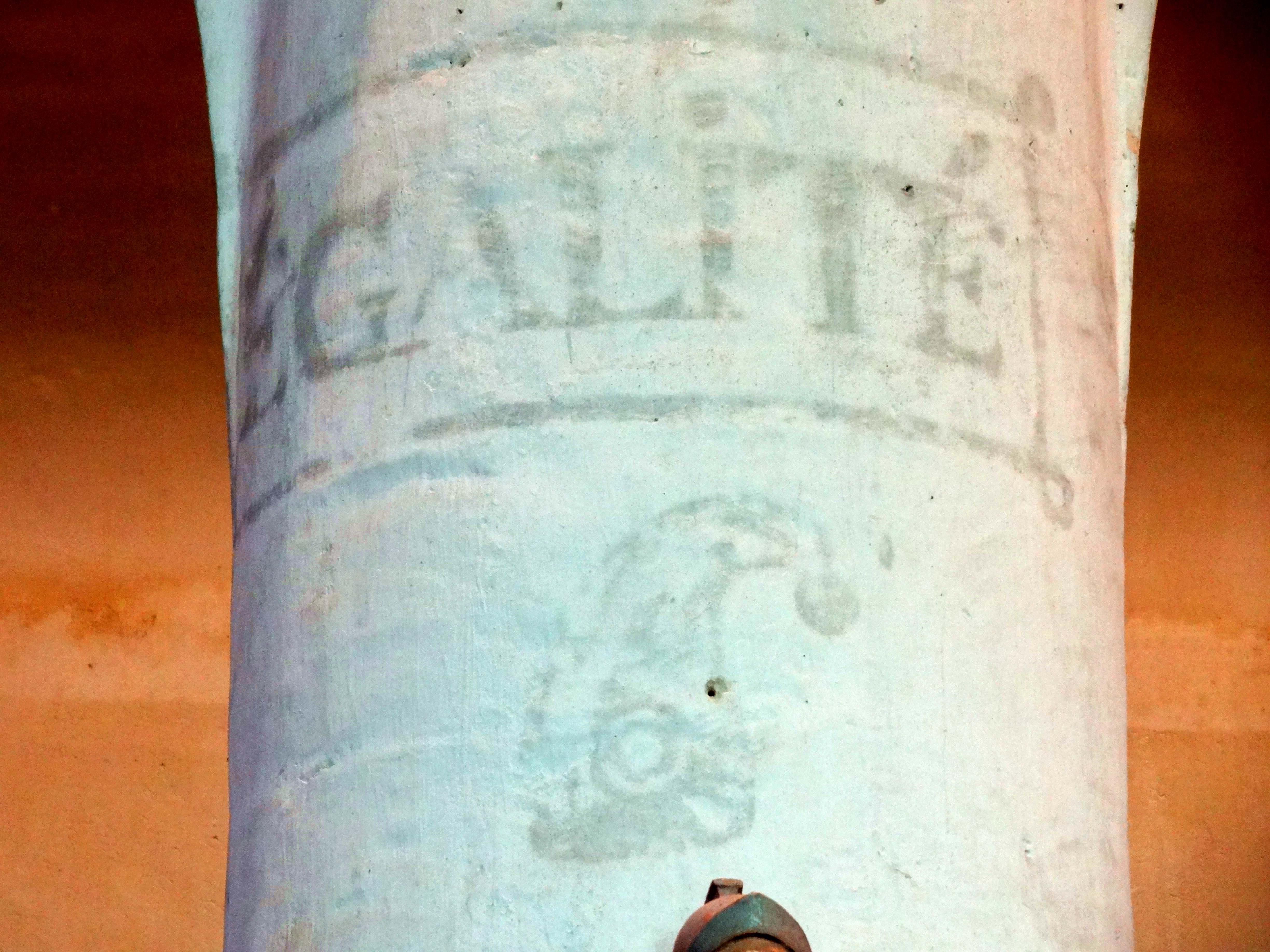
2e pilier libre des grandes arcades - inscription révolutionnaire.

#### Base du clocher

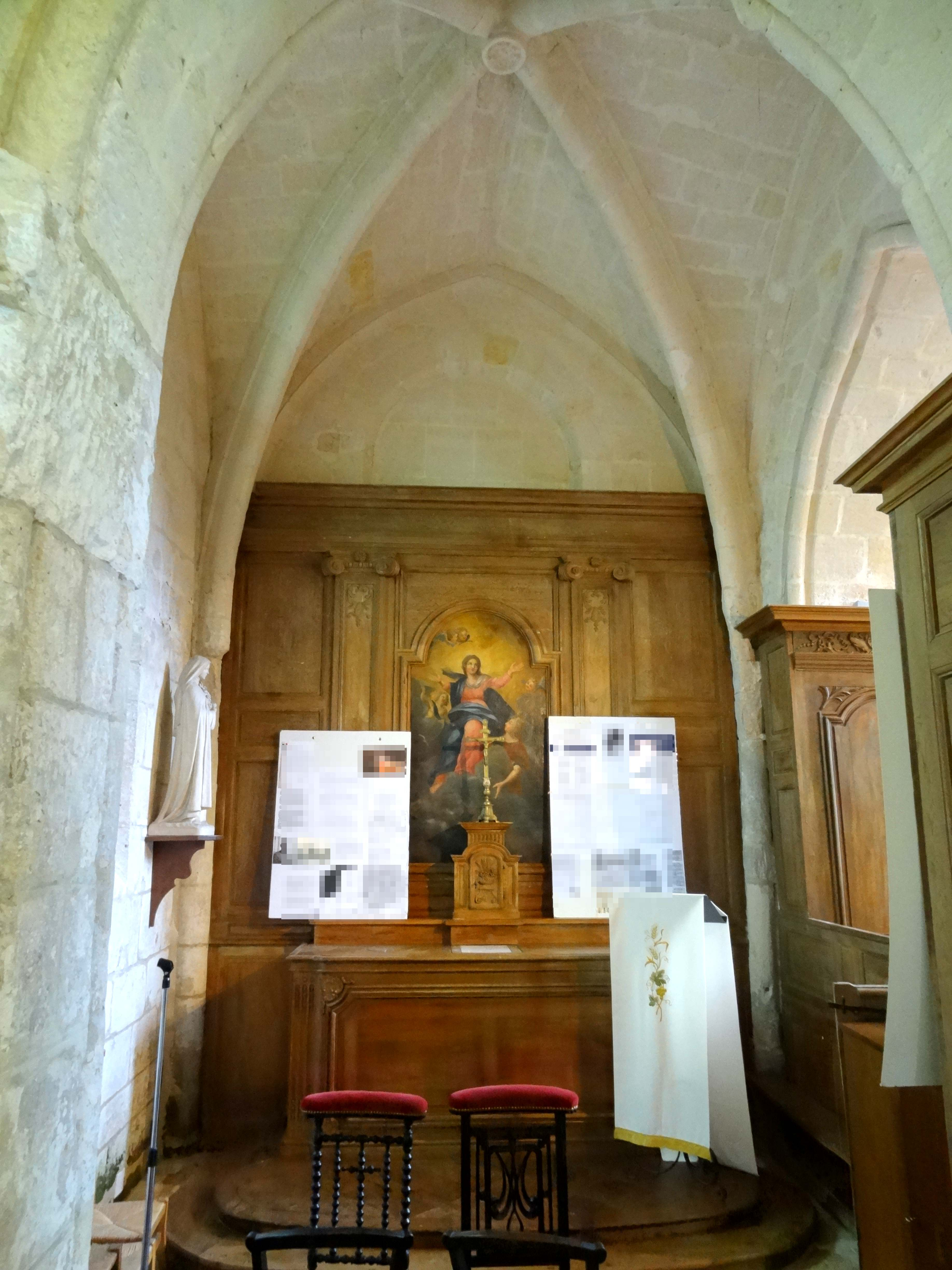
Vue vers l'est.

L'une des particularités de l'église de Vez est le raccordement direct du petit sanctuaire à la nef, qui est rendu possible par le positionnement du clocher à côté du sanctuaire. La règle dans la région est en effet le clocher central, qui s'élève au-dessus de la croisée du transept ou de la première travée du chœur. L'ancien clocher Ermenonville, contemporain de Vez, se situait également au nord du sanctuaire, et le clocher plus tardif d'Éméville est lui aussi bâti au nord du chœur. Les clochers romans d'Auger-Saint-Vincent, Bonneuil-en-Valois, Luzarches, Marolles et Tracy-le-Val, sont pareillement implantés au nord du sanctuaire. Les clochers du XIIIe siècle de Borest, Pondron et Ver-sur-Launette, et les clochers romans d'Acy-en-Multien, Béthisy-Saint-Martin, Cramoisy et Goussainville sont quant à eux situés au sud du chœur. Lors de sa construction vers 1200, la base du clocher ne communique avec aucune des parties aujourd'hui existantes de l'église, car le chœur et surtout le bas-côté sont plus récents. Pourtant, la base du clocher comporte à l'ouest une grande arcade devant dater d'origine. Il devait donc y avoir au moins un dégagement ou sorte de passage berrichon pour relier la dernière travée de la nef à la chapelle de la base du clocher.
L'arcade occidentale est à double rouleau. Le rang de claveaux inférieur est mouluré d'un méplat entre deux tores, qui retombent chacun sur une colonnette à chapiteau. Plus habituelle serait une colonne engagée. C'est probablement l'épaisseur du mur qui a motivé cette solution originale. Le rang de claveaux supérieur est également mouluré d'un tore du côté ouest, mais a seulement l'arête taillée en biseau du côté est. Du côté sud, les piédroits de l'arcade sont habillés de boiseries jusqu'au niveau des tailloirs. Il en était de même au nord, où les tailloirs et chapiteaux sont mutilés. Il convient de comparer cette arcade à celle qui relie la base du clocher au chœur. Elle se distingue de la précédente par l'absence d'un deuxième rang de claveaux du côté nord. Du côté sud, le tore du deuxième rang de claveaux bute sur un culot près des colonnettes de l'angle nord-ouest du chœur. On ne saura dire si cette irrégularité remonte déjà au chœur roman. On ne peut pas non plus se prononcer sur les supports, qui sont dissimulées par les boiseries. L'intérieur de la base du clocher abrite la chapelle de la Vierge, dont le retable, composé d'un tableau représentant l'Assomption cantonné de deux pilastres ioniques, est intégré dans les boiseries. Cette chapelle est de très petites dimensions, comparable à une travée de bas-côté, et nettement plus petite que les bases des clochers centraux des églises voisines. Les ogives de la voûte sont au profil d'un tore en forme d'amande. La clé de voûte est une petite fleur à huit pétales entourée d'un tore, et évoque plutôt le XIIe que le XIIIe siècle. Les formerets sont des rangs de claveaux non moulurés. Cet archaïsme est à voir en lien avec le rang de claveaux supérieur de l'arcade occidentale, également non mouluré. La retombée s'effectue sur une colonnette à chapiteau unique par angle. Ces colonnettes ne sont pas contigües à celle des arcades, en raison de l'étroitesse de ces dernières. Dans l'angle sud-ouest, la colonnette est dissimulée par les boiseries. Au nord et dans l'angle sud-est, les colonnettes sont de nouveau visibles depuis la suppression des boiseries au nord et dans l'angle, mais les chapiteaux ont perdu leur sculpture. Le jour entre par une baie en plein cintre fortement ébrasée du côté nord, dont le tiers inférieur est muré. La baie orientale, certainement analogue, est bouchée, car seul son tympan dépasse les boiseries.

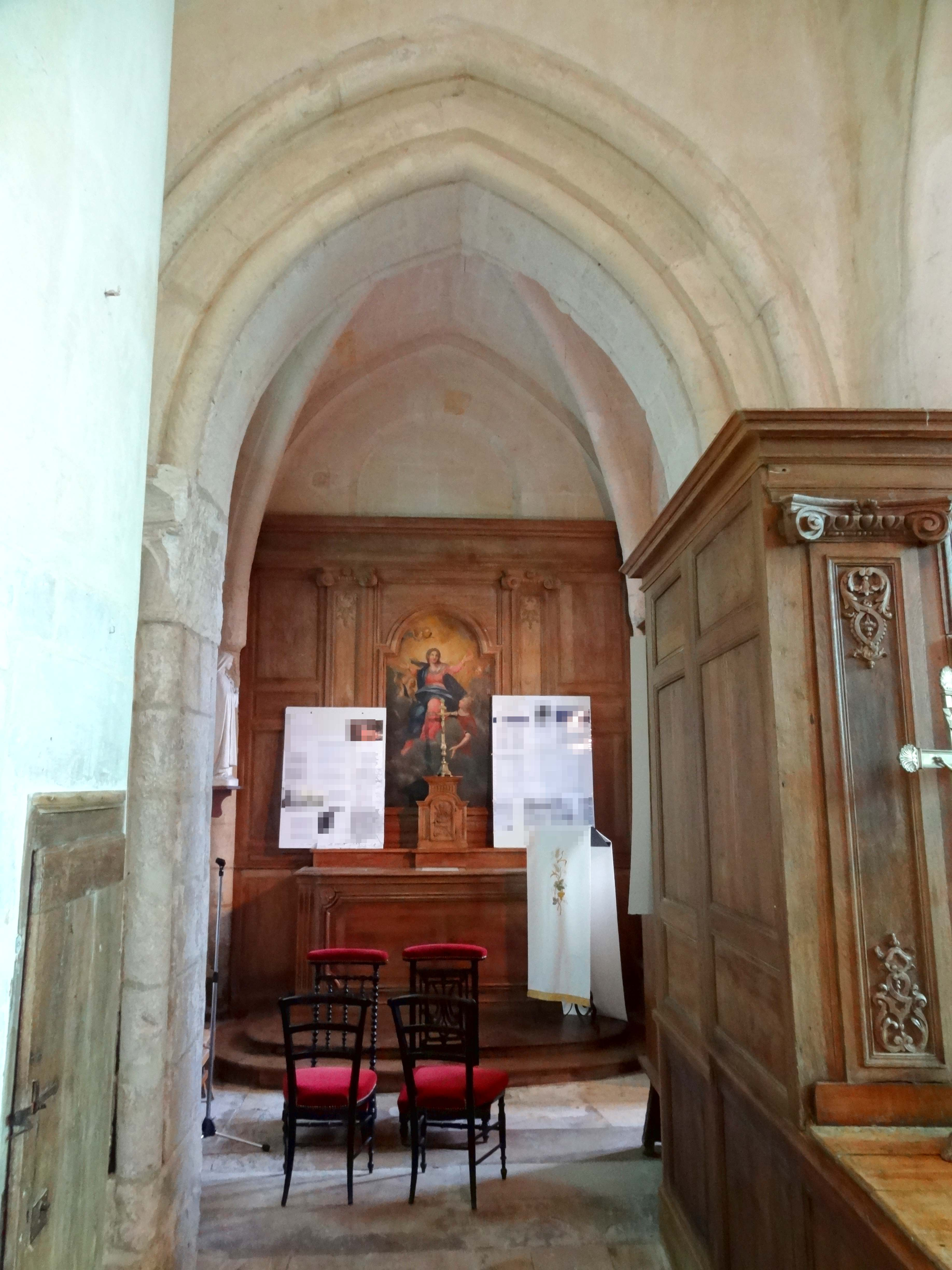
Vue depuis le bas-côté.
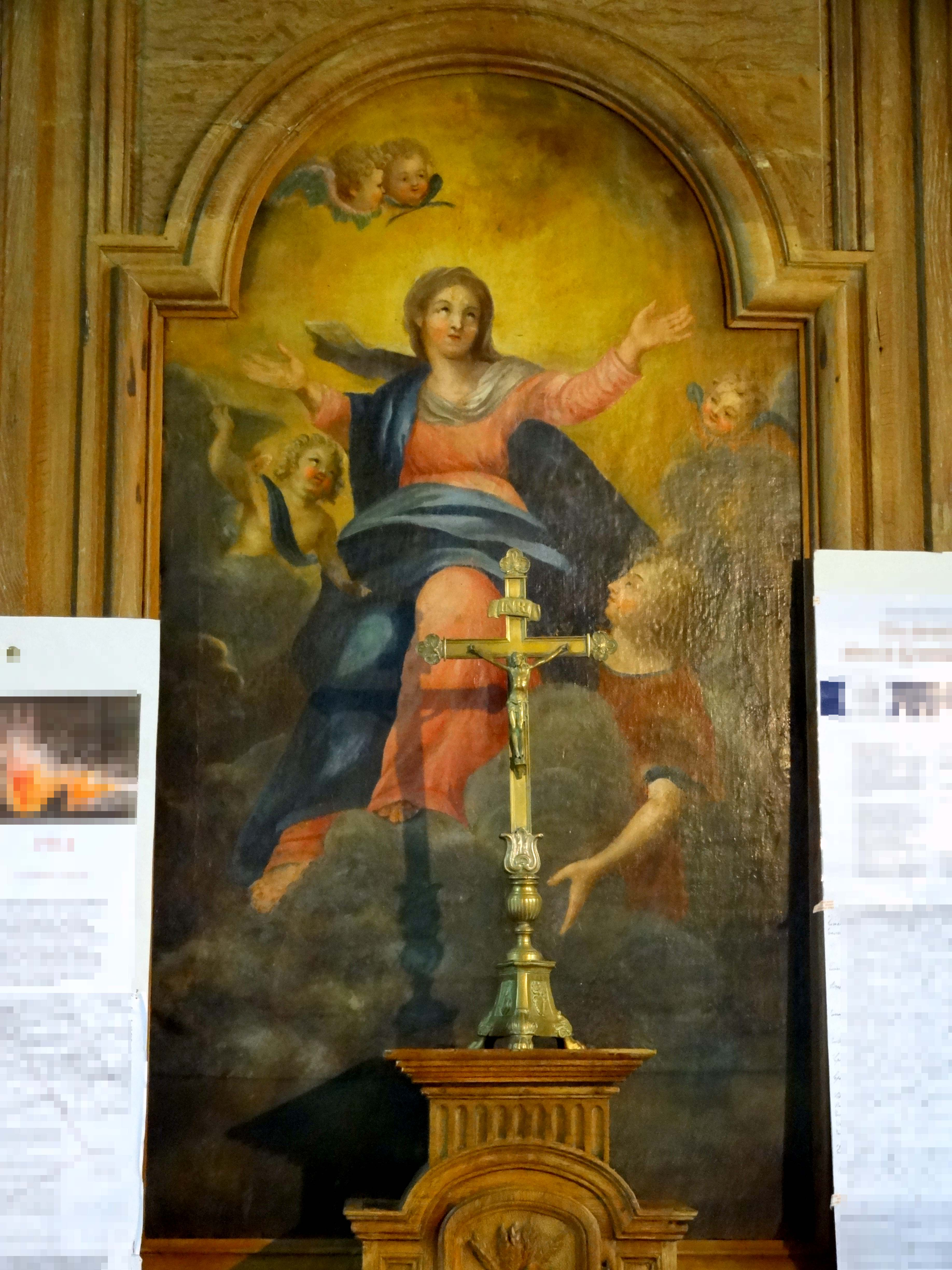
Retable - l'Assomption.
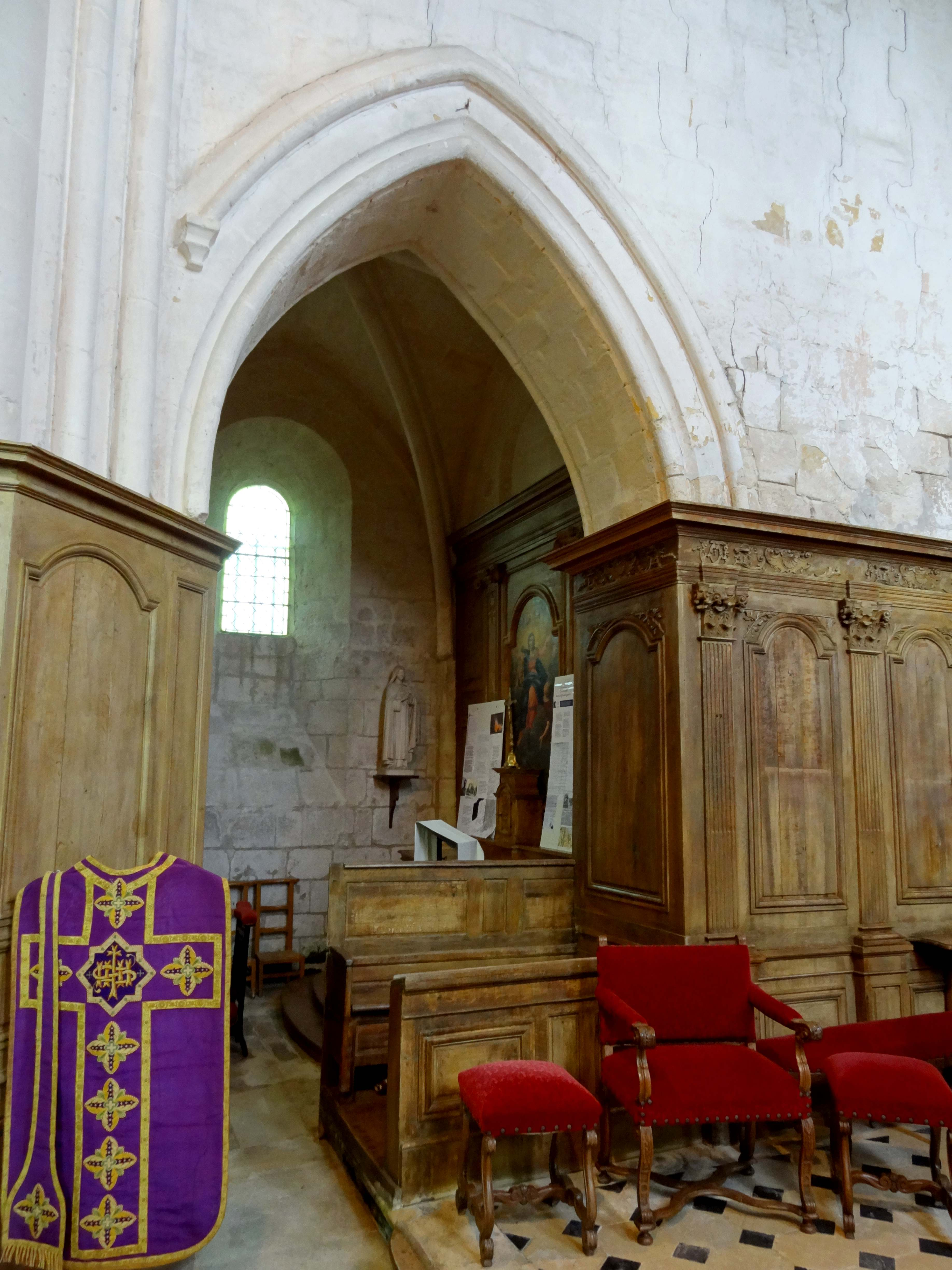
Vue depuis le chœur.
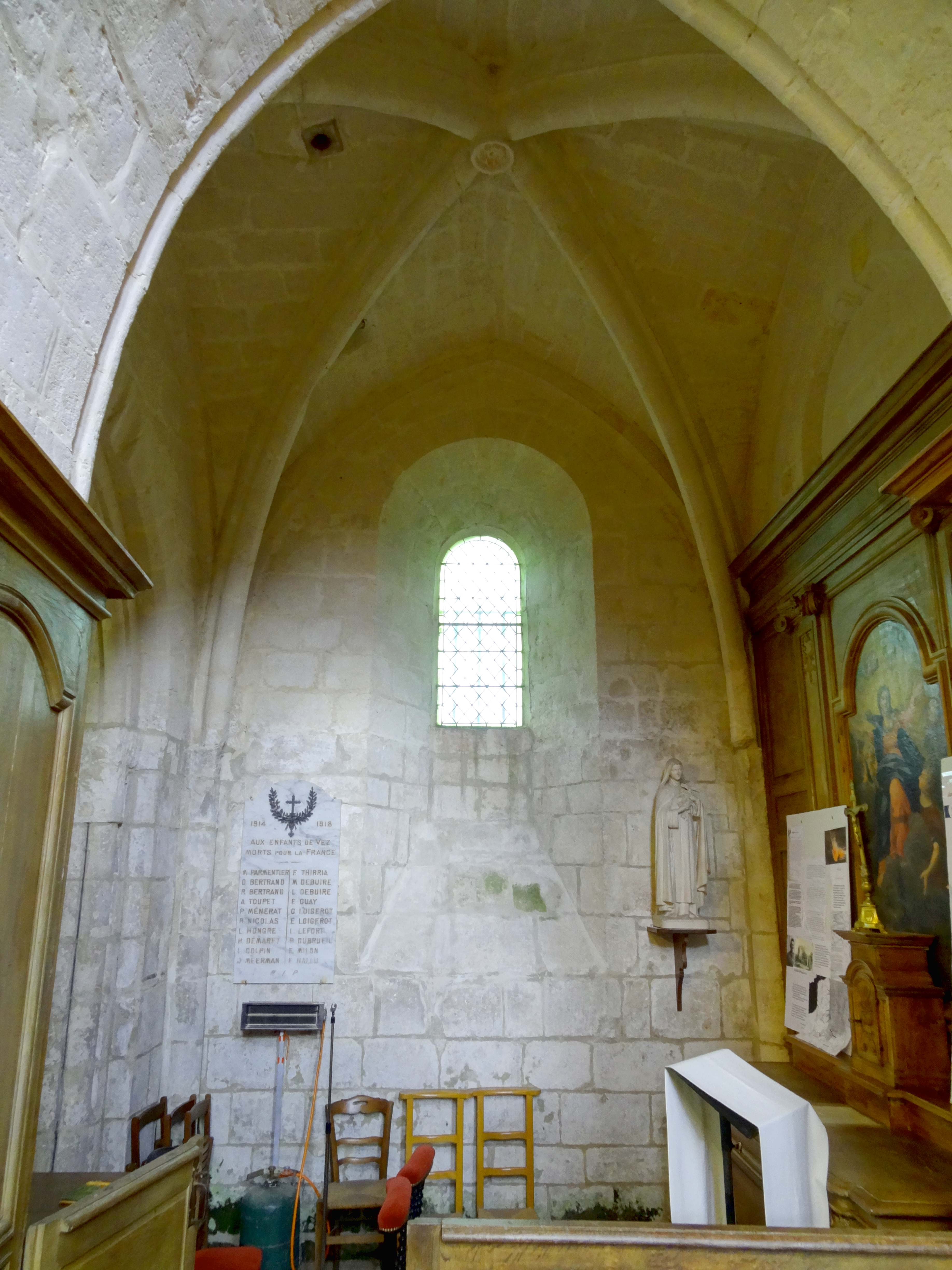
Vue vers le nord.
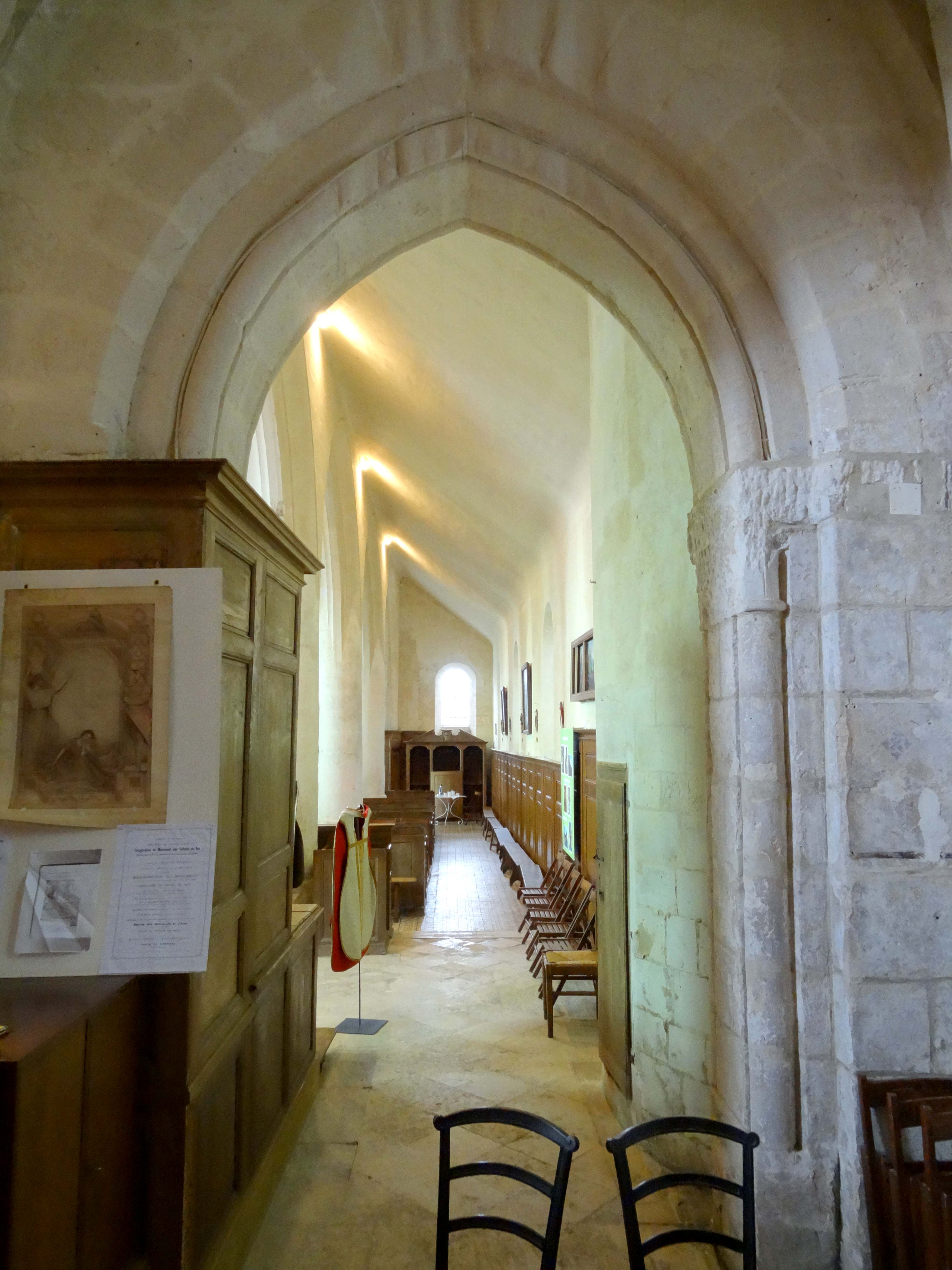
Vue vers l'ouest.
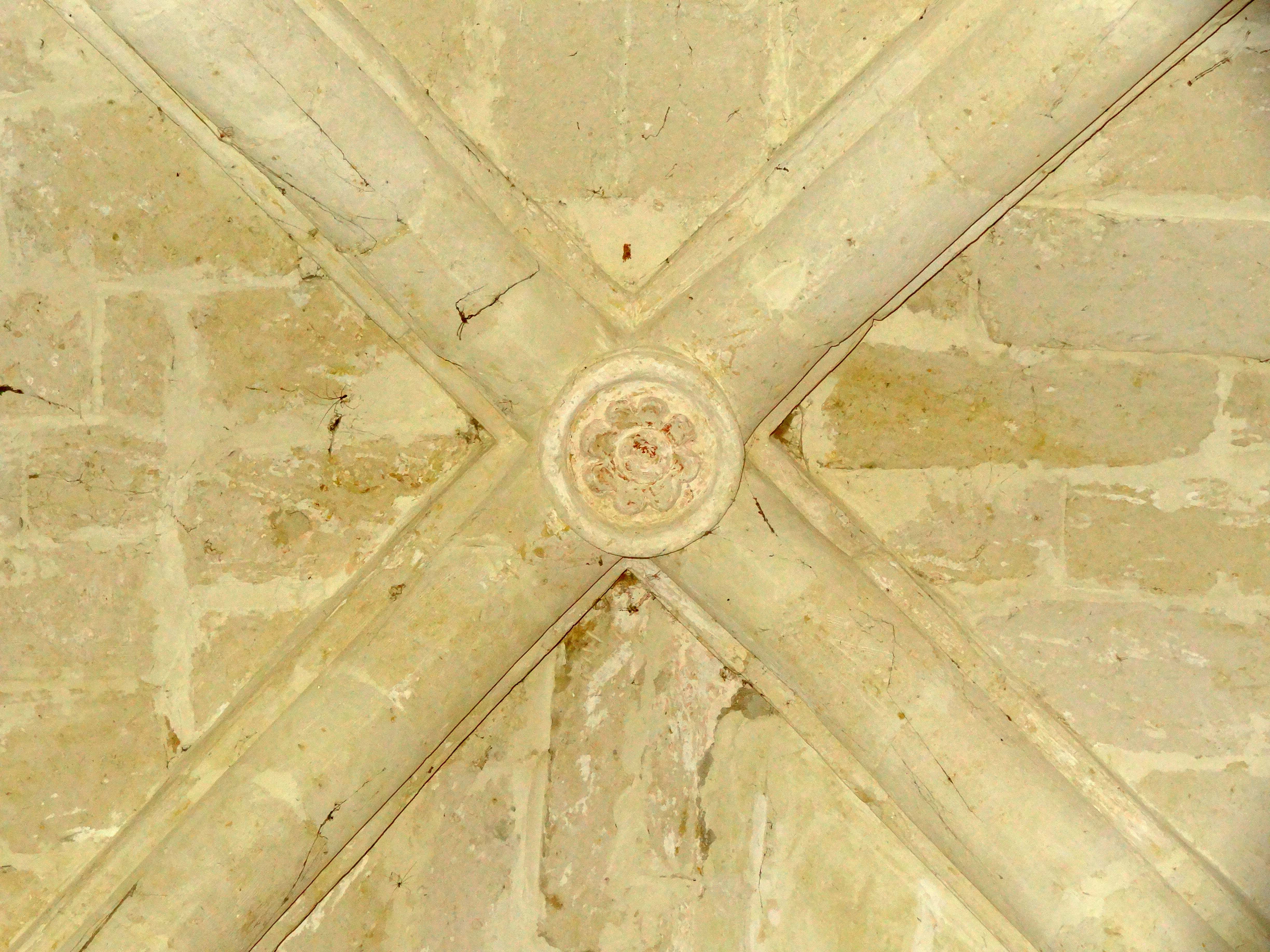
Clé de voûte.

#### Chœur

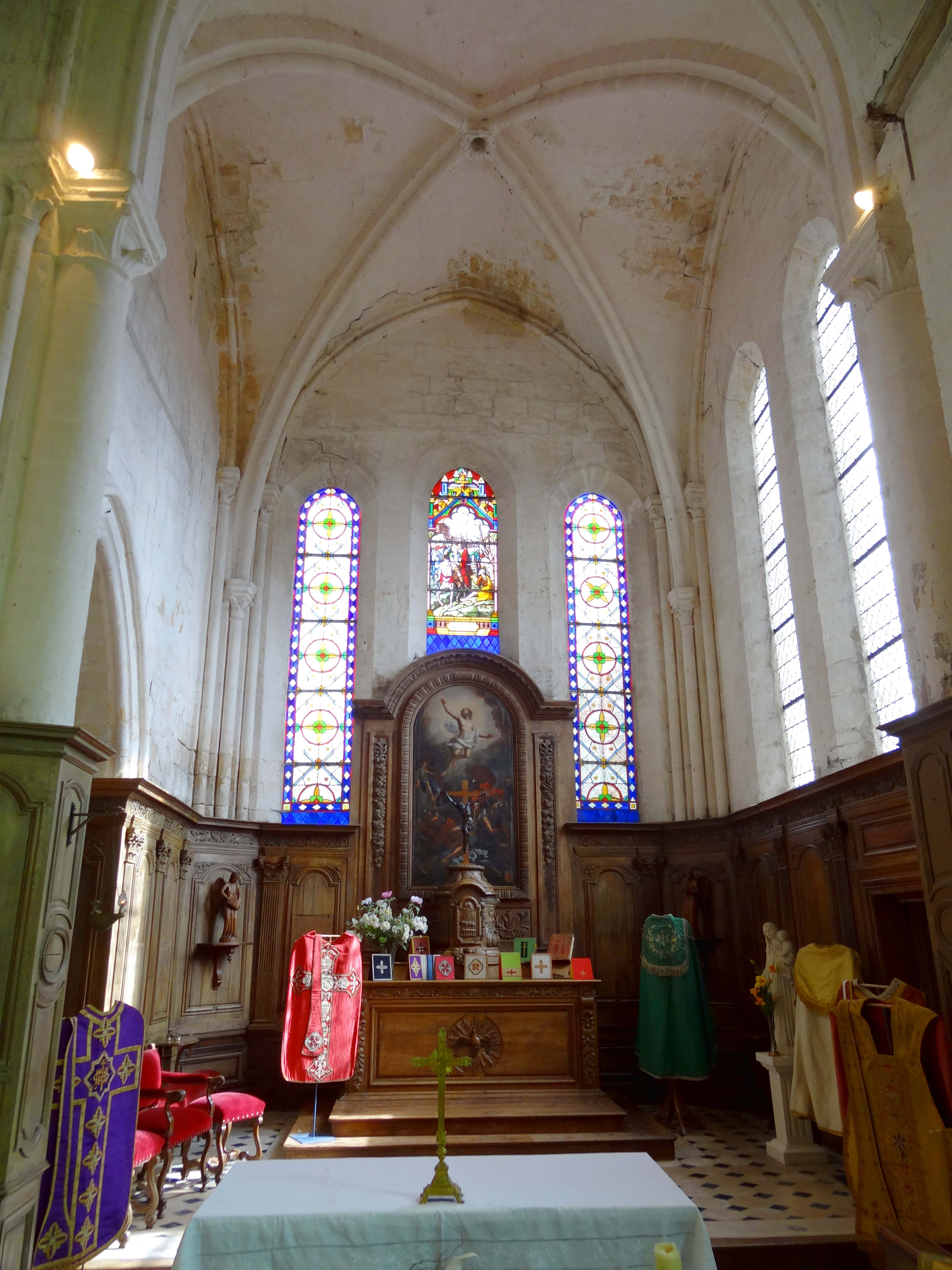
Chœur, vue vers l'est.

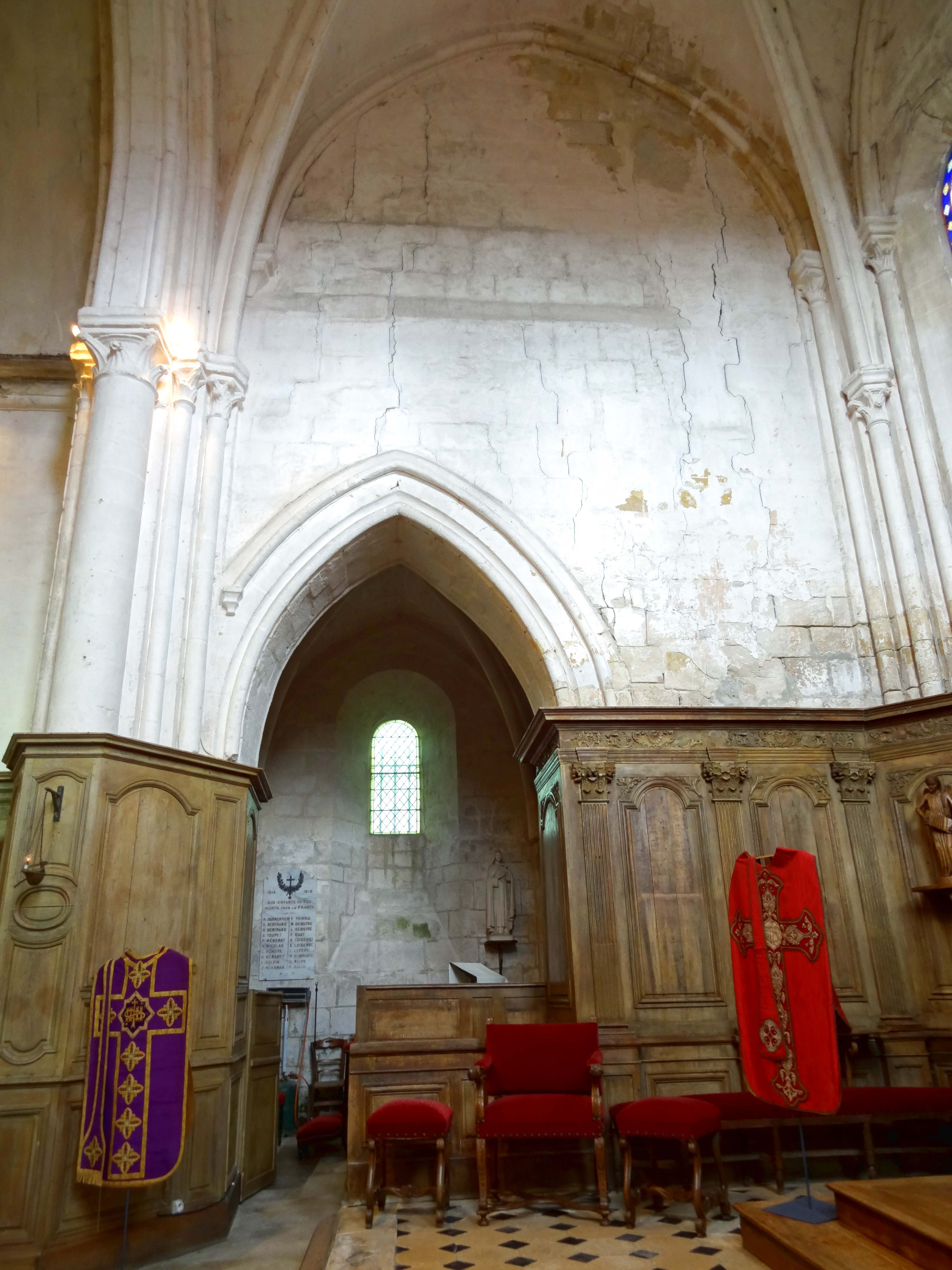
Chœur, vue vers le nord.

Le chœur est désaxé vers le sud par rapport à la nef, ce qui vient du fait que le mur méridional du clocher se situe plus au sud que le mur septentrional de la nef. Il n'y avait donc pas assez de place du côté nord. Mais voulant absolument donner au chœur la même largeur qu'à la nef, le maître d'œuvre n'a même pas hésité à disposer les colonnettes qui supportent l'arc triomphal du côté sud derrière le mur méridional de la nef, de sorte qu'elles soient invisibles en regardant depuis la nef. Cette disposition, disgracieuse comme la superposition d'un entrait et d'un poinçon de la charpente à l'arc triomphal, était peut-être voulue provisoire, et l'on espérait à l'époque pouvoir bâtir un jour une nouvelle nef voûtée d'ogives. De plan approximativement carré, le chœur de Vez ne compte qu'une seule travée, sans pour autant être précédé par une croisée du transept, ce qui est rarissime dans la région. Si l'ensemble chœur et transept dépasse souvent l'envergure de la nef, le rapport est particulièrement défavorable pour le sanctuaire à Vez, où celui-ci ne représente qu'un quart de la superficie de la nef. En dépit de sa petite taille, le chœur représente incontestablement la pièce maîtresse de l'église. Son architecture est d'une sobre élégance. Dominique Vermand le qualifie de remarquable, et Dany Sandron loue la qualité de sa construction, qui témoigne d'un projet ambitieux. Les traits caractéristique sont l'ordonnancement dissymétrique des deux élévations latérales, et les fenêtres sans remplage ni ornementation, dont l'austérité contraste avec la finesse des colonnettes à chapiteaux. Comme à Avilly-Saint-Léonard, Borest, Ermenonville, Mareuil-sur-Ourcq et Saint-Jean-au-Bois à la même époque, le chevet est ajouré d'un triplet de lancettes en arc brisé fortement ébrasées. Il occupe toute la largeur du chevet, mais les trumeaux sont néanmoins assez larges. La lancette médiane dépasse légèrement en hauteur les deux autres. Le mur méridional est percé de deux lancettes tout aussi élevées, ce qui est rare pour un mur latéral. En revanche, le mur septentrional est dépourvu de fenêtres, et présente seulement l'arcade vers la base du clocher. Désaxée vers la gauche (vers l'ouest), elle n'atteint que la moitié de la largeur et de la hauteur de ce mur.
La clé de voûte est une couronne de feuillages, percée d'un trou en son milieu. Les ogives adoptent un profil assez voisin de celui de la base du clocher, soit un tore en forme d'amande. Le tore est aminci, mais le bandeau en arrière-plan est de la même envergure, et déborde donc nettement, alors qu'il est dissimulé derrière le tore dans la chapelle. Les formerets sont monotoriques. L'arc triomphal est à double rouleau. L'intrados est profilé d'un méplat entre deux tores dans l'intrados, et le rouleau supérieur affiche un tore de chaque côté. À l'exception du formeret septentrional, qui est reçu sur un cul-de-lampe dans l'angle nord-ouest en raison de la présence de l'arcade vers la base du clocher, la retombée s'effectue sur des colonnettes à chapiteaux, ou des colonnes engagées en ce qui concerne le rouleau inférieur de l'arc triomphal. L'on compte ainsi quatre fûts au nord-ouest ; trois fûts de part et d'autre du chevet ; et cinq fûts au sud-ouest. Les tailloirs se composent, du haut vers le bas, d'un filet, d'un cavet entre deux baguettes, et d'une plate-bande. Ils sont généralement de plan carré, sauf ceux des ogives, qui sont à bec (se présentant par un angle saillant), ce qui annonce la dernière étape de la première période gothique, peu avant l'éclosion du style rayonnant. Les gros chapiteaux des colonnes engagées sont sculptés d'un rang de crochets, et les petits chapiteaux, de deux rangs de crochets, tous bien fouillés, mais fortement stylisés et sans aucune variation dans les motifs. Comme particularité, les chapiteaux des formerets sont situés au-dessus de ceux des ogives et de l'arc triomphal, ce qui est un parti habituellement réservé aux angles des absides à pans coupés, où il est régulièrement employé. On ne peut plus se prononcer sur les bases, qui ont été tronquées afin de faciliter la pose des boiseries,.

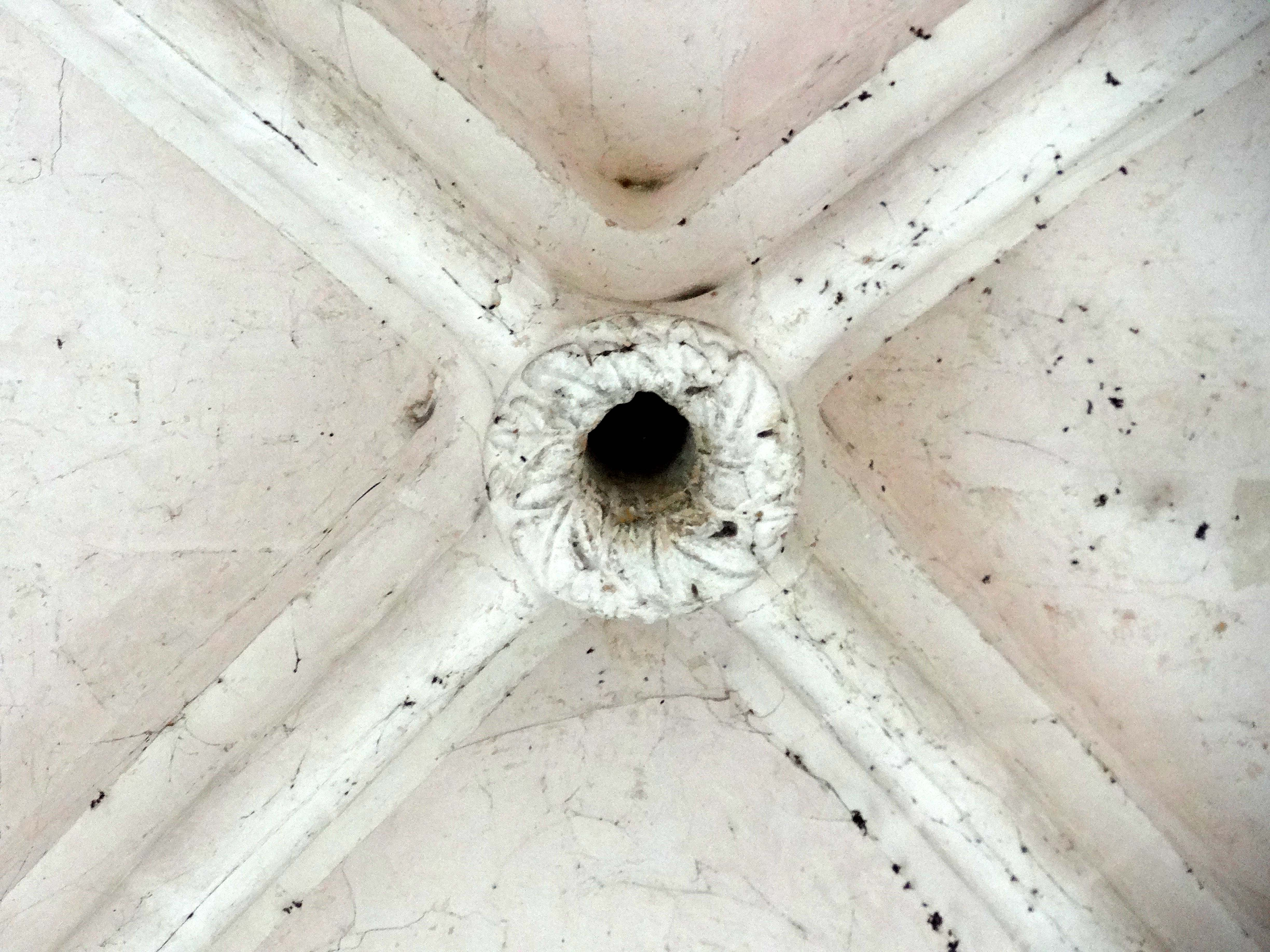
Clé de voûte.
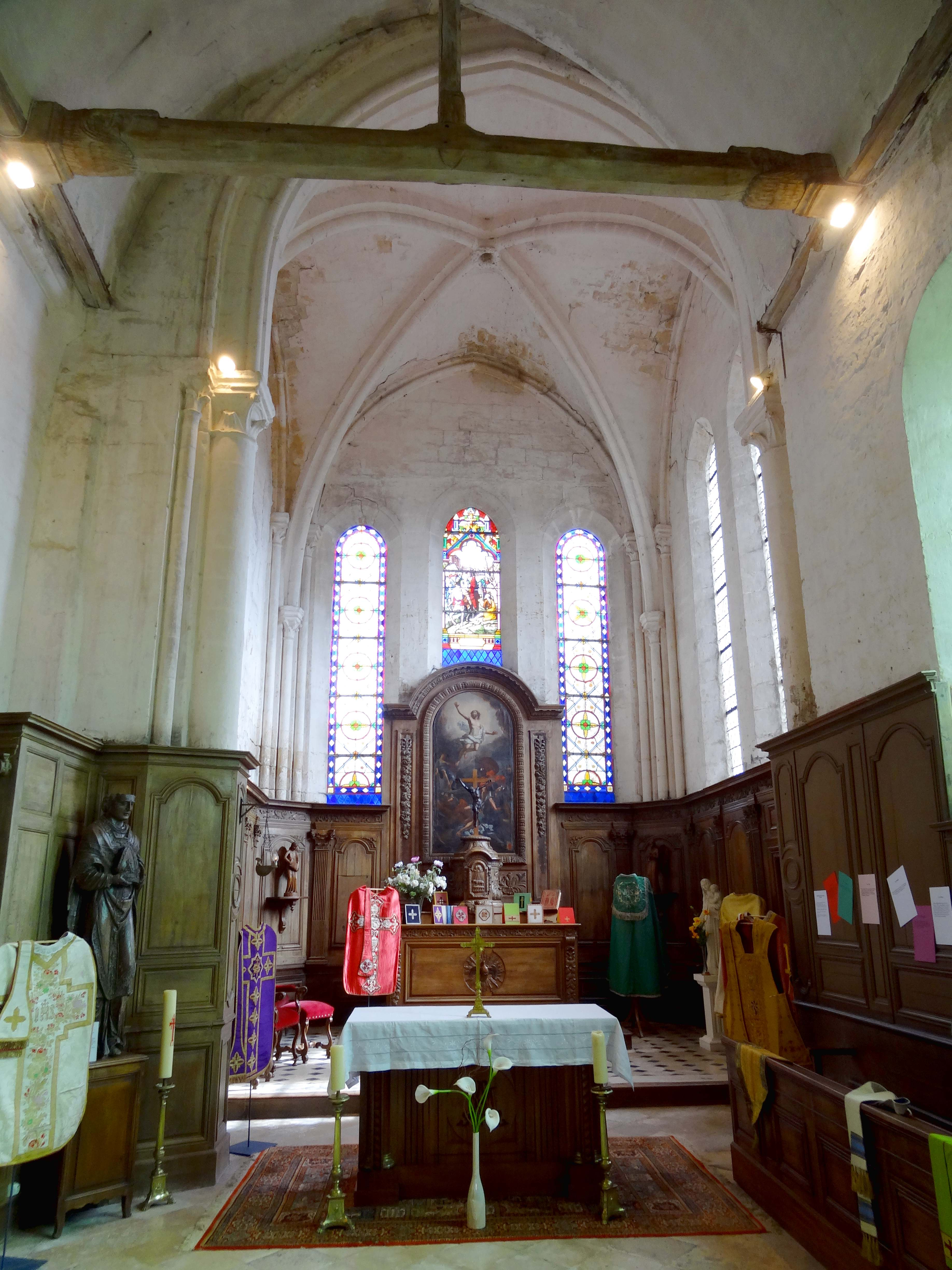
Vue depuis la nef.
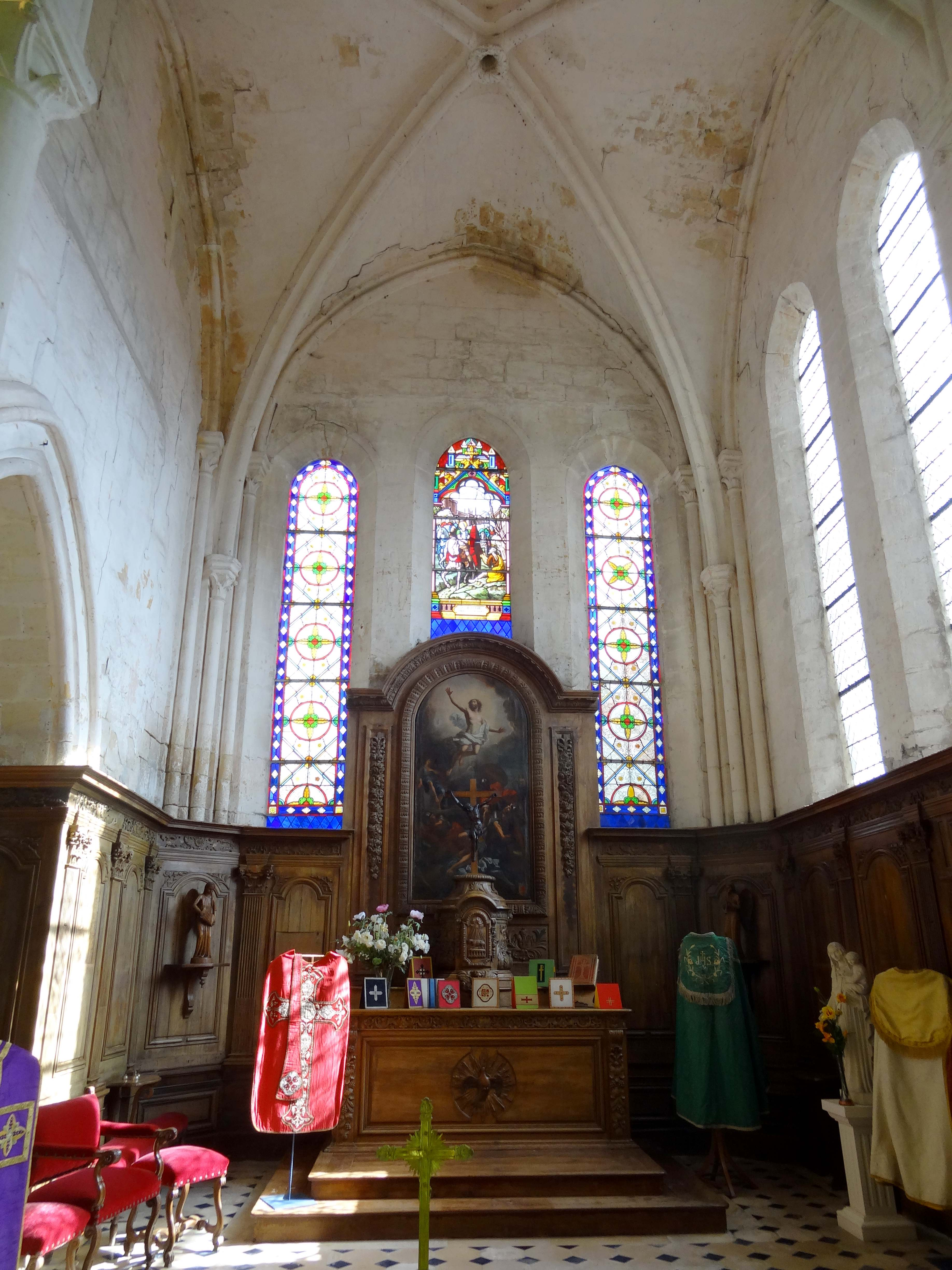
Vue vers l'est.
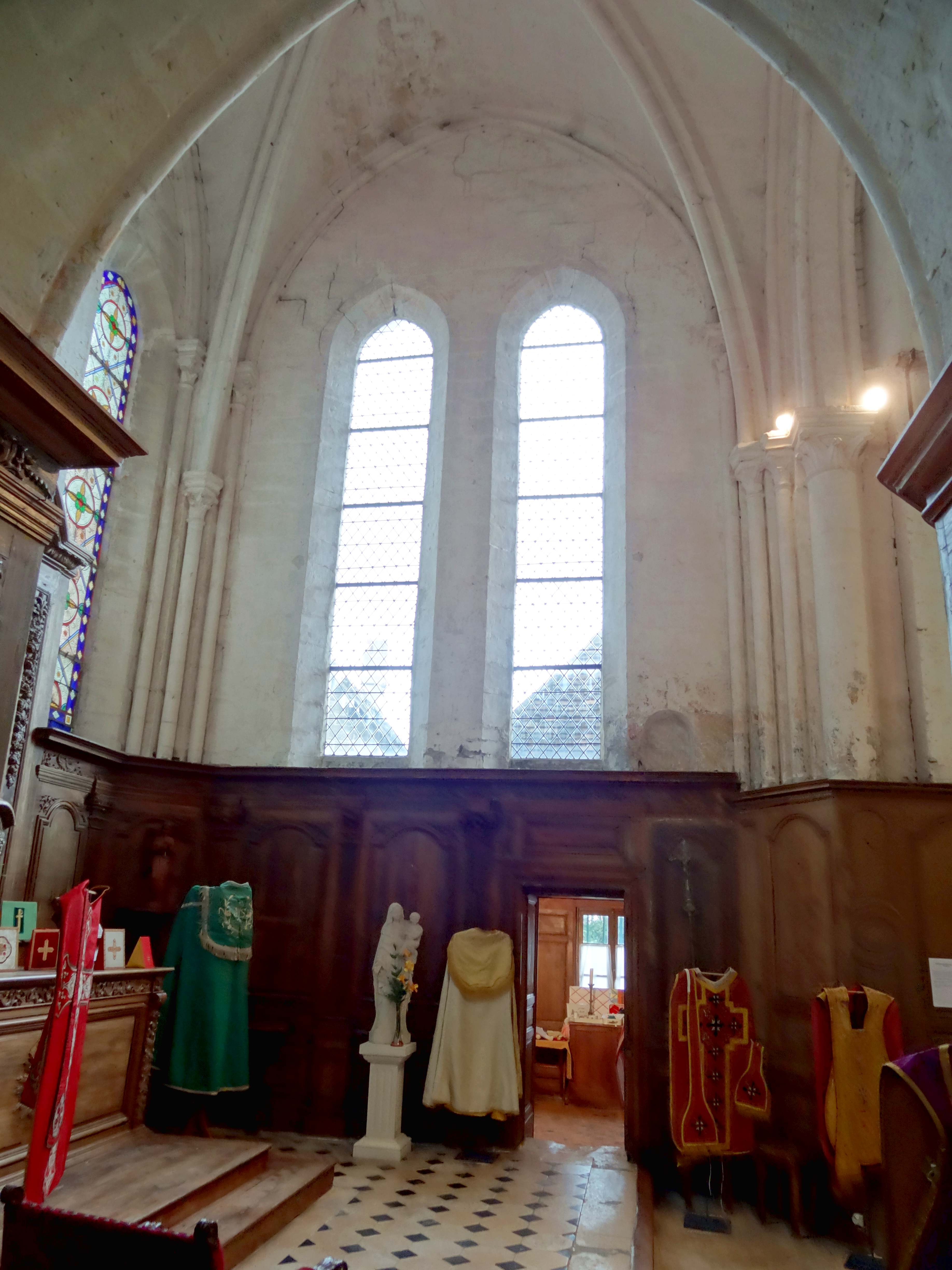
Vue vers le sud.
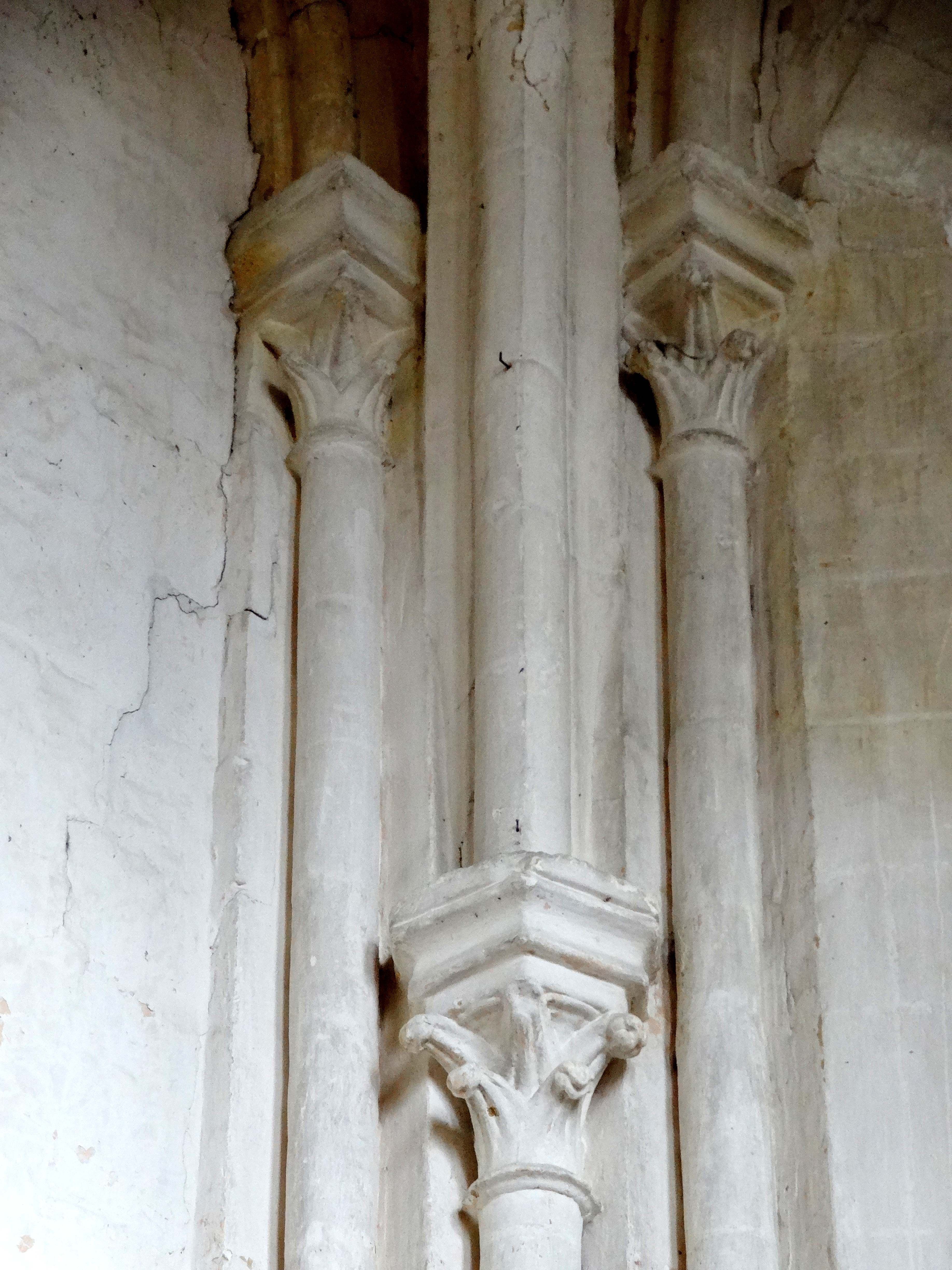
Chapiteaux au nord-est.
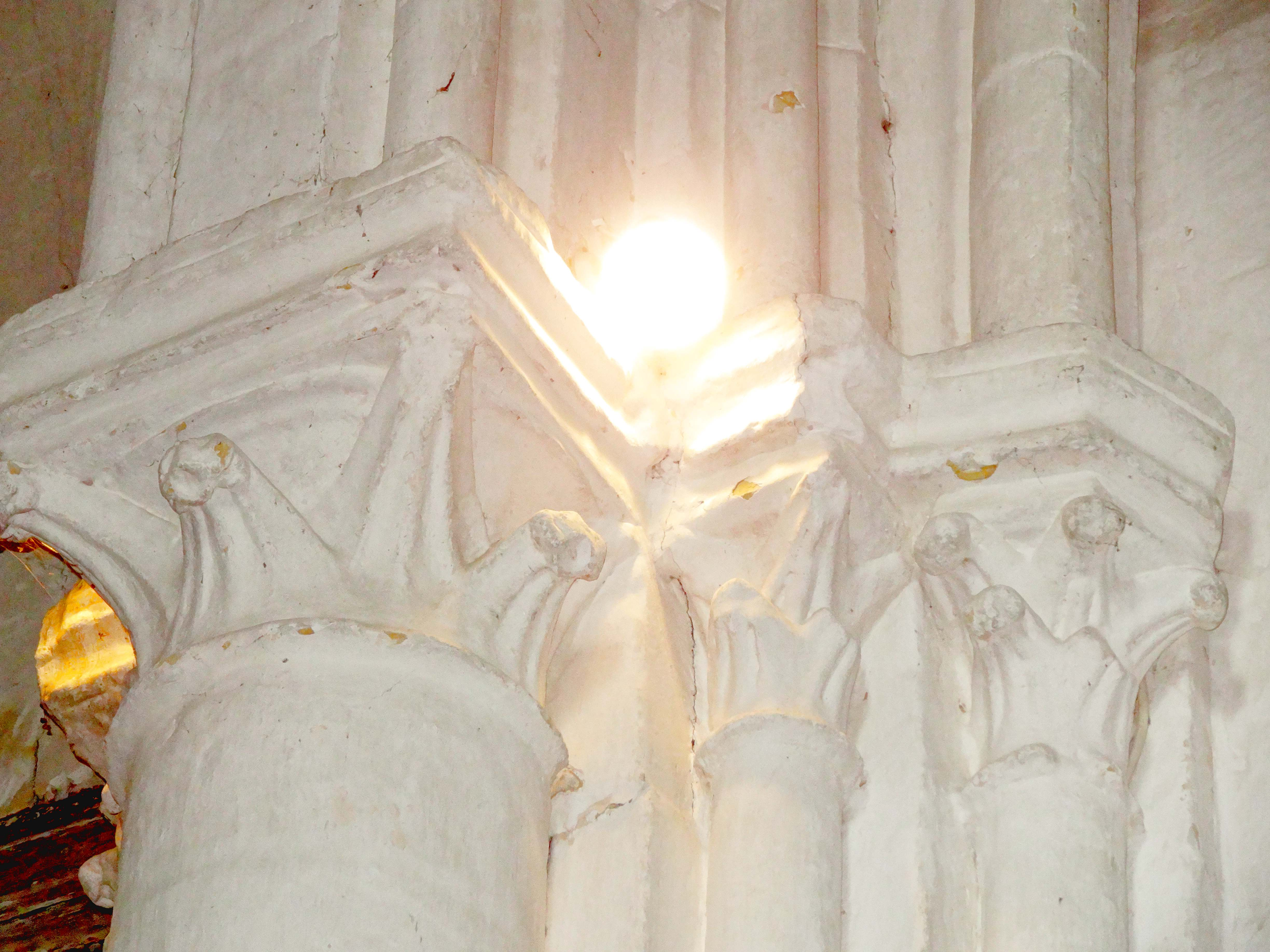
Chapiteaux nord-ouest.

### Extérieur

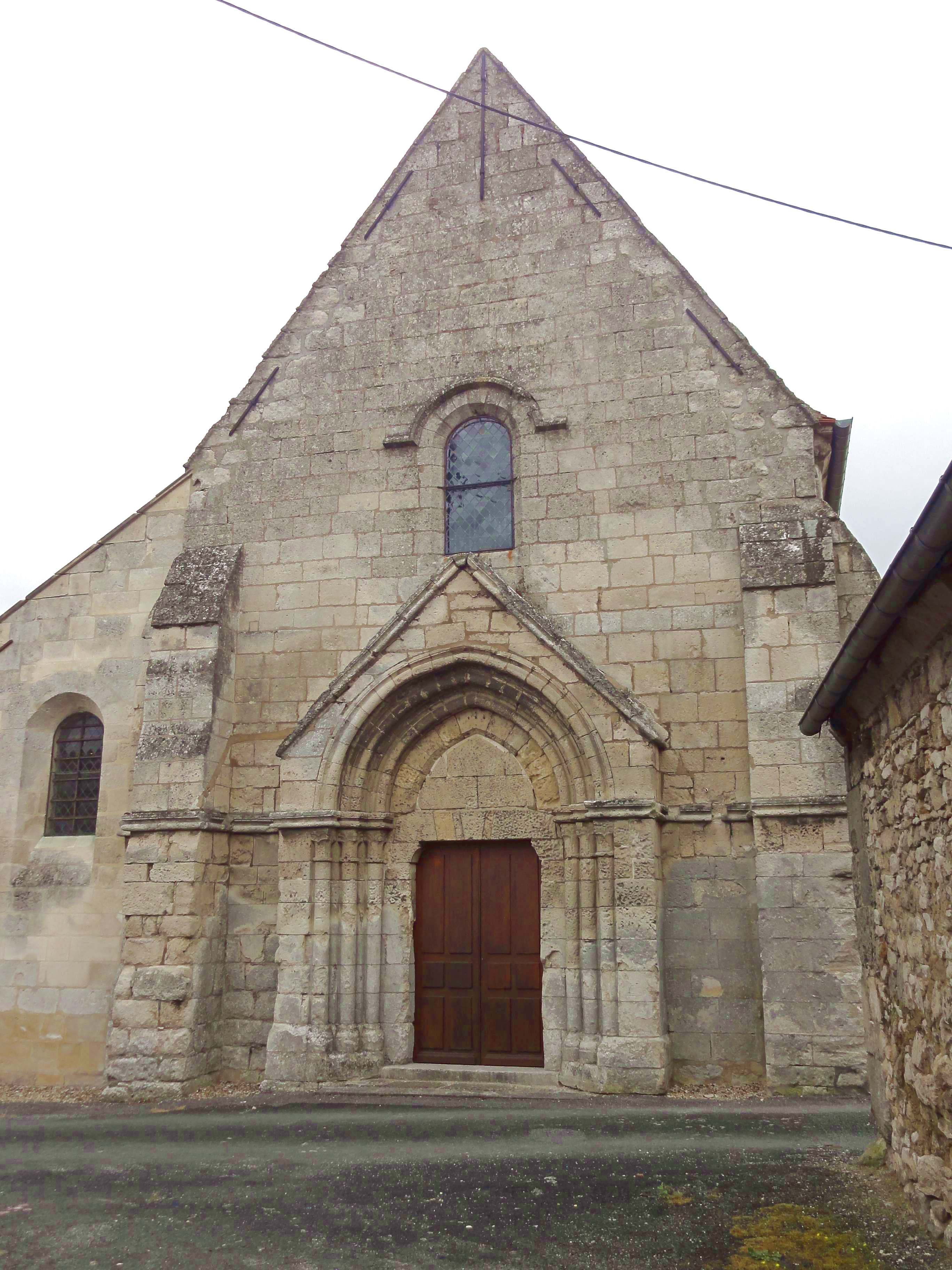
Façade occidentale.

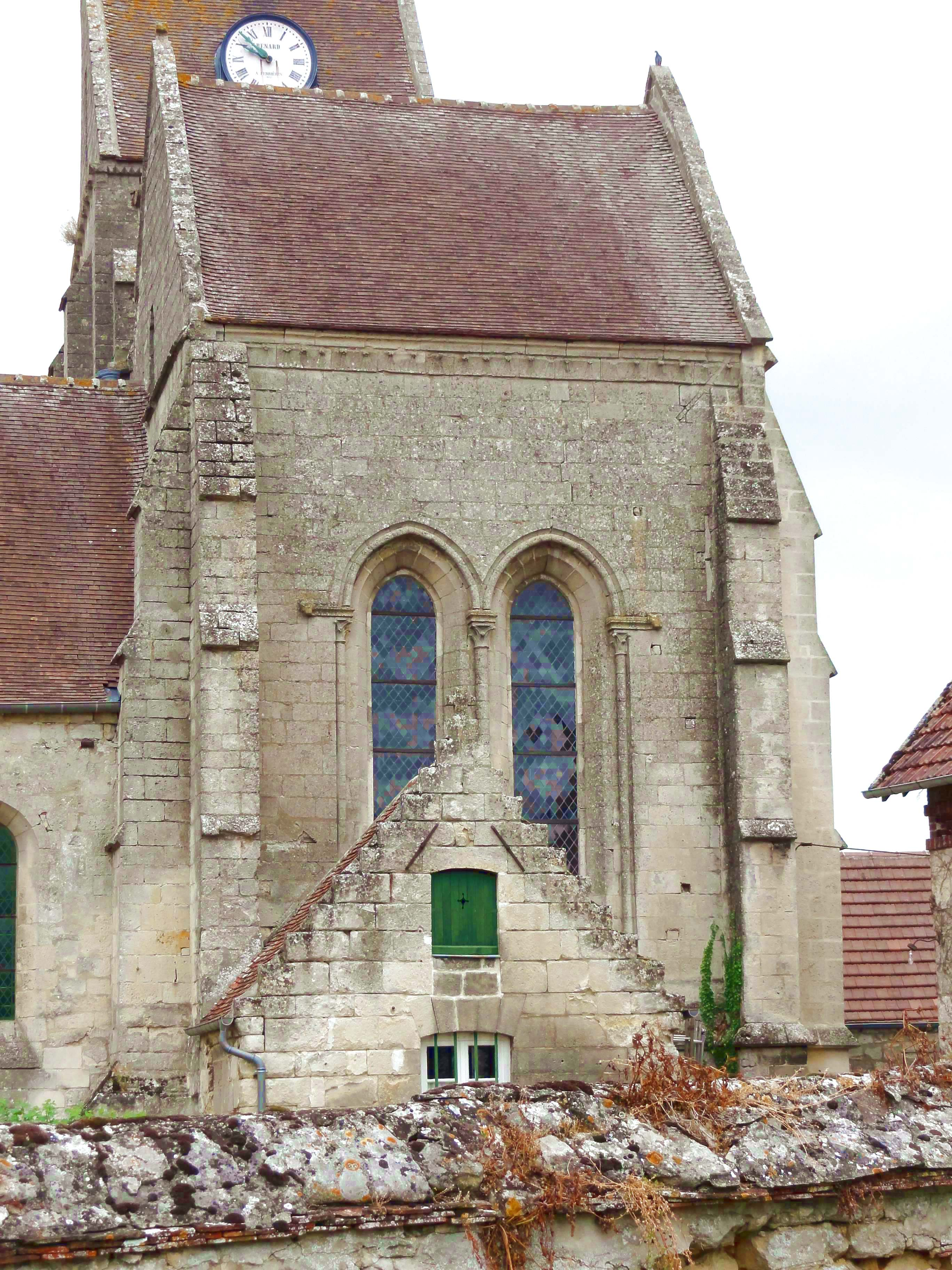
Chœur, vue depuis le sud.

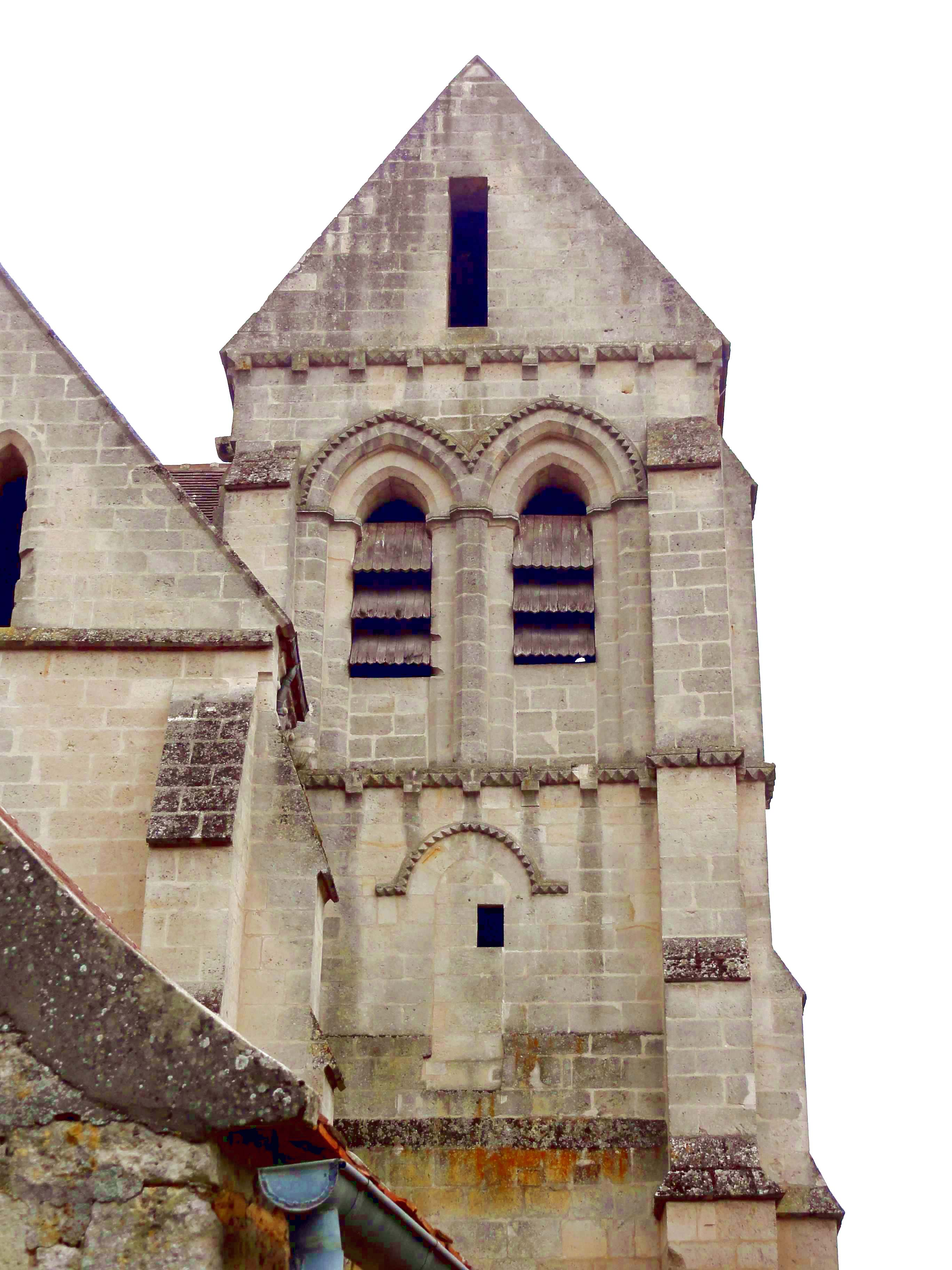
Clocher, côté est.

La silhouette de l'église est bien singulière, avec une longue nef largement dominée par un tout petit chœur, légèrement dépassé au nord par le toit en bâtière du clocher. À la fois le rapport entre les volumes de la nef et du chœur, qui va ici nettement au détriment du dernier, et le positionnement du clocher au nord du chœur, sont inhabituels. L'on retient surtout la façade occidentale de la nef et l'ensemble chevet et clocher. La façade n'a pas changé depuis sa construction à cheval entre les périodes romane et gothique, vers 1150. Elle est soigneusement bâties en pierres de moyen appareil. Ses deux angles sont flanqués par de massifs contreforts à ressauts, dont les retraites sont irrégulièrement répartis, sans aucune logique. L'on relève un fruit au niveau de la cinquième et de l'avant-dernière assise, et un court glacis pentu deux assises en dessous du deuxième fruit. Enfin, les contreforts s'amortissent par un glacis formant larmier. Ils sont en outre scandés par une tablette moulurée d'une plate-bande, d'un listel relié à une gorge et d'un tore, deux assises en dessous du glacis intermédiaire. Elle est établie en continuité avec les tailloirs des colonnettes du portail.
Le portail forme un léger avant-corps, qui est amorti par un gâble peu aigu, afin de laisser assez de place à la fenêtre haute situé à son sommet. L'on note que la baie est en plein cintre, alors que le portail est en arc brisé, car c'est pour les fenêtres que l'arc brisé s'impose en dernier lieu. La baie est pourvue d'un léger ébrasement extérieur, et surmonté d'un bandeau en forme de sourcil. Reste à insister sur l'ordonnancement du portail. Il est cantonné de deux groupes de trois colonnettes appareillées, qui portent des chapiteaux à corbeilles lisses et deux rangs de volutes d'angle, et sont logées dans des angles rentrants. Les colonnettes intérieures ne coïncident pas avec les piédroits, situés davantage vers l'intérieur. Ils se terminent par des consoles, moulurées dans l'intrados uniquement, et supportant un linteau, assemblé de non moins de sept éléments. Le tympan, également appareillé, se compose de deux assises horizontales, et d'un rang de claveaux aux arêtes chanfreinées, décrivant un arc en tiers-point. Ce rang de claveaux en dessous de l'archivolte est assez original, comme d'autres détails du portail. En effet, si chacune des trois archivoltes est composée d'un tore, le tore supérieur s'accompagne d'une gorge reliée à un listel et d'un filet, ce qui est exactement le profil de la tablette continue. On peut dire que le tore dans le profil de la tablette continue est emprunté à l'archivolte, tandis que la présence inhabituelle du listel sur l'archivolte se justifie par l'emploi de ce profil pour des tailloirs, qui ne se saurait se contenter que du tore et de la gorge. Ce profil, qui résulte donc d'un compromis, est aussi appliqué aux deux rampants du gâble.
Le reste de l'église est également bâti en pierres de moyen appareil. Au sud, la tablette se continue sur environ un mètre. Au niveau des contreforts, il y a un deuxième bandeau horizontal, dont l'échine est moulurée d'une gorge : c'est le profil du bandeau qui surmonte la baie occidentale. Ce bandeau s'arrête également au bout d'un bon mètre, puis se poursuit, pour quelques centimètres seulement, à droite de la première fenêtre. Celle-ci a donc dû être agrandie, et devait initialement ressembler à la baie occidentale. À l'intersection des deux premières travées, on trouve seulement un chaînage en lieu et place d'un contrefort. La deuxième baie, particulièrement étroite, date peut-être d'origine. Le contrefort médian du mur méridional n'atteint que les deux tiers de la hauteur du mur gouttereau, et est presque plat. Il se retraite par un larmier, et est amortie par un autre larmier moins pentu. Ce contrefort semble contemporain de la façade. Le contrefort à l'intersection des deux dernières travées se rattache au contraire à la campagne de construction du chœur. Cette partie la plus récente de l'église apparaît presque comme une tour : ses murs gouttereaux, terminées par une corniche de crochets comme à Bonneuil-en-Valois, Trumilly et Vauciennes, se situent au niveau du sommet de la toiture de la nef. Mais comme déjà évoqué, cette différence de hauteur est imperceptible à l'intérieur. Les baies du chœur sont surmontées d'achivoltes toriques et s'ouvrent entre deux colonnettes à chapiteaux, avec une seule colonnette devant les trumeaux. Le profil des tailloirs et la sculpture des chapiteaux sont identiques qu'à l'intérieur. La limite des allèges est soulignée par un larmier, comme à l'accoutumée à partir des années 1220 environ. Ce larmier passe autour des contreforts. Ceux-ci sont scandés par deux autres niveaux de larmiers, et sont coiffés d'un glacis pentu formant larmier. Le pignon oriental prend appui sur un larmier, et est curieusement ajouré de trois hautes et étroites ouvertures sur deux niveaux, destinées à l'aération des combles.
Le clocher compte trois niveaux d'élévation. Dany Sandron défend l'idée que la base soit romane, et que l'étage de beffroi ait été ajouté après coup. Cet avis n'est pas conforme à celui de Dominique Vermand, et ne se base sur aucun constat concret. En effet, le clocher paraît tout à fait homogène à l'extérieur. Sa base est dépourvue de toute ornementation. Peu avant sa fin, les contreforts se retraitent par un larmier présent sur les trois faces, disposition qui n'apparaît pas avant le début du XIIIe siècle. La limite avec le premier étage est seulement perceptible grâce au fruit qui permet la réduction de l'épaisseur du mur. Le premier étage est aujourd'hui aveugle. Il était initialement ajouré d'une baie en plein cintre au milieu des faces est, nord et ouest, dont ne subsiste plus que le rang de têtes de clous qui la surmontait. À mi-hauteur de l'étage, les contreforts se retraitent par un larmier simple. L'étage se termine par une corniche de têtes de clous, qui repose sur des corbeaux échancrés. L'on relève seulement deux têtes de clous entières entre deux demi-têtes de clous par segment. L'étage de beffroi est percé de deux baies en arc brisé géminées par face. Son architecture est d'une grande sécheresse. En effet, les baies, bien qu'à double archivolte, sont dépourvues de colonnettes à chapiteaux. Les piédroits ont seulement les angles taillés en biseau, de même que les deux rangs de claveaux des archivoltes. Il y a seulement des tailloirs moulurés, qui accusent seulement une plate-bande et un listel relié à un cavet. Chaque baie est néanmoins surmontée d'un rang de têtes de clous. Ce motif revient pour une quatrième fois sur la corniche, qui est analogue à la précédente. Il y a de fortes ressemblances avec le clocher de l'église voisine de Pondron, qui semble plus ancien par l'absence de larmiers sur les contreforts, et dont la bâtière est disposé perpendiculairement à l'axe de l'édifice. Même les tailloirs ne sont pas moulurés à Pondron, et la première corniche n'a pas de corbeaux. Sur la deuxième corniche, les têtes de clous sont établies en continu. Malgré ces différences, les deux clochers ont vraisemblablement été construits par le même aterlier, selon Dominique Vermand,.

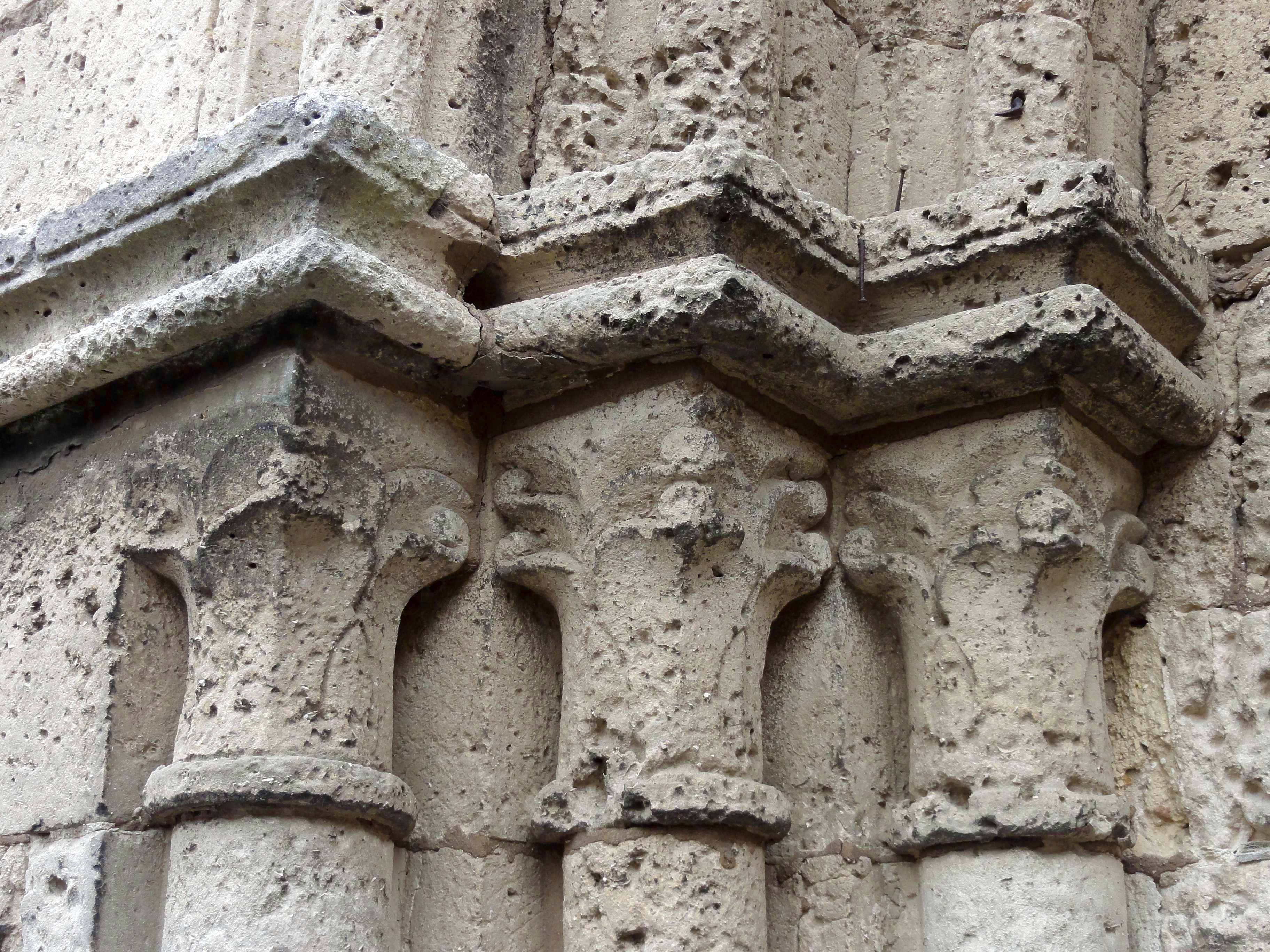
Chapiteaux du portail.
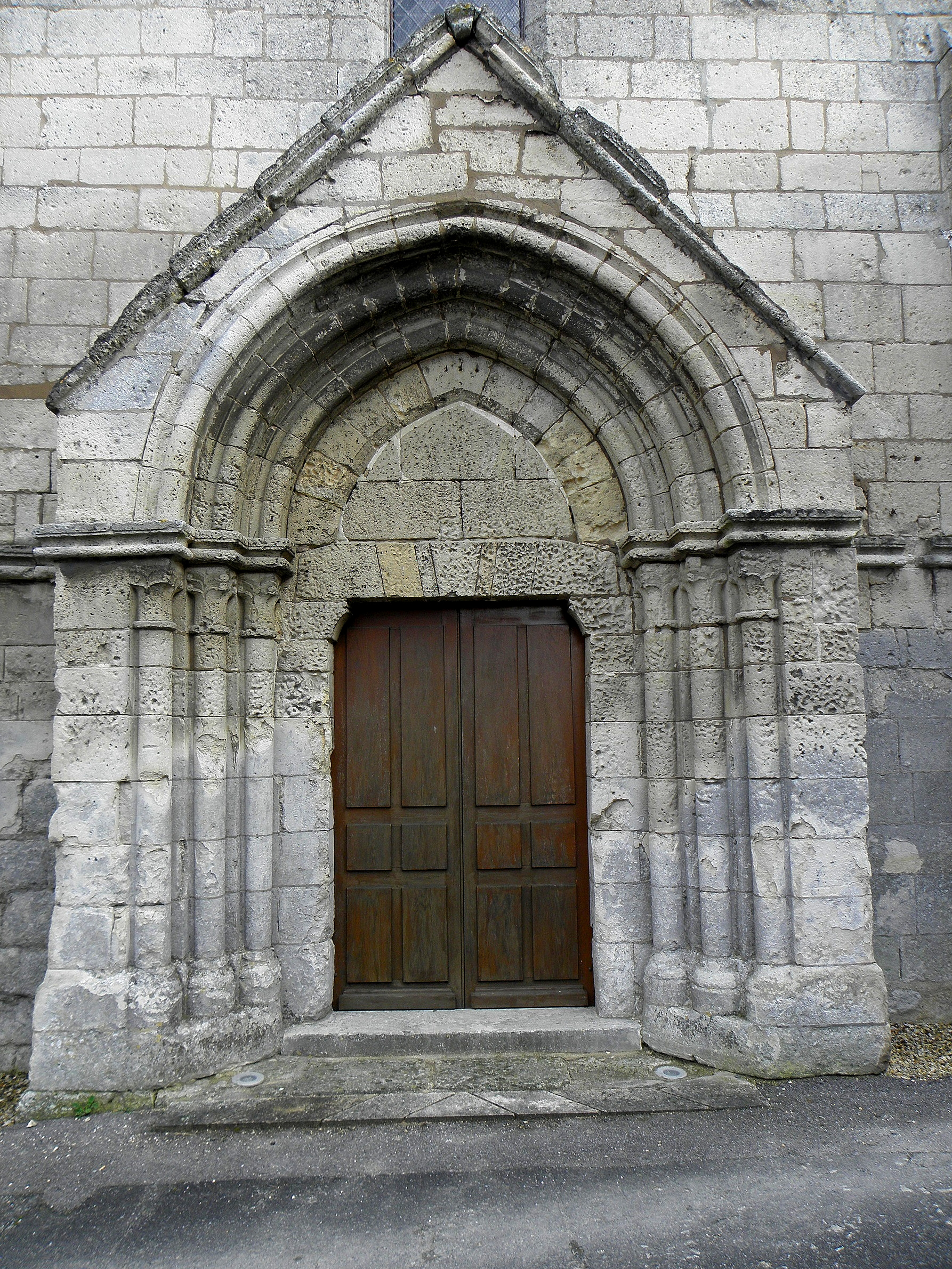
Portail occidental.
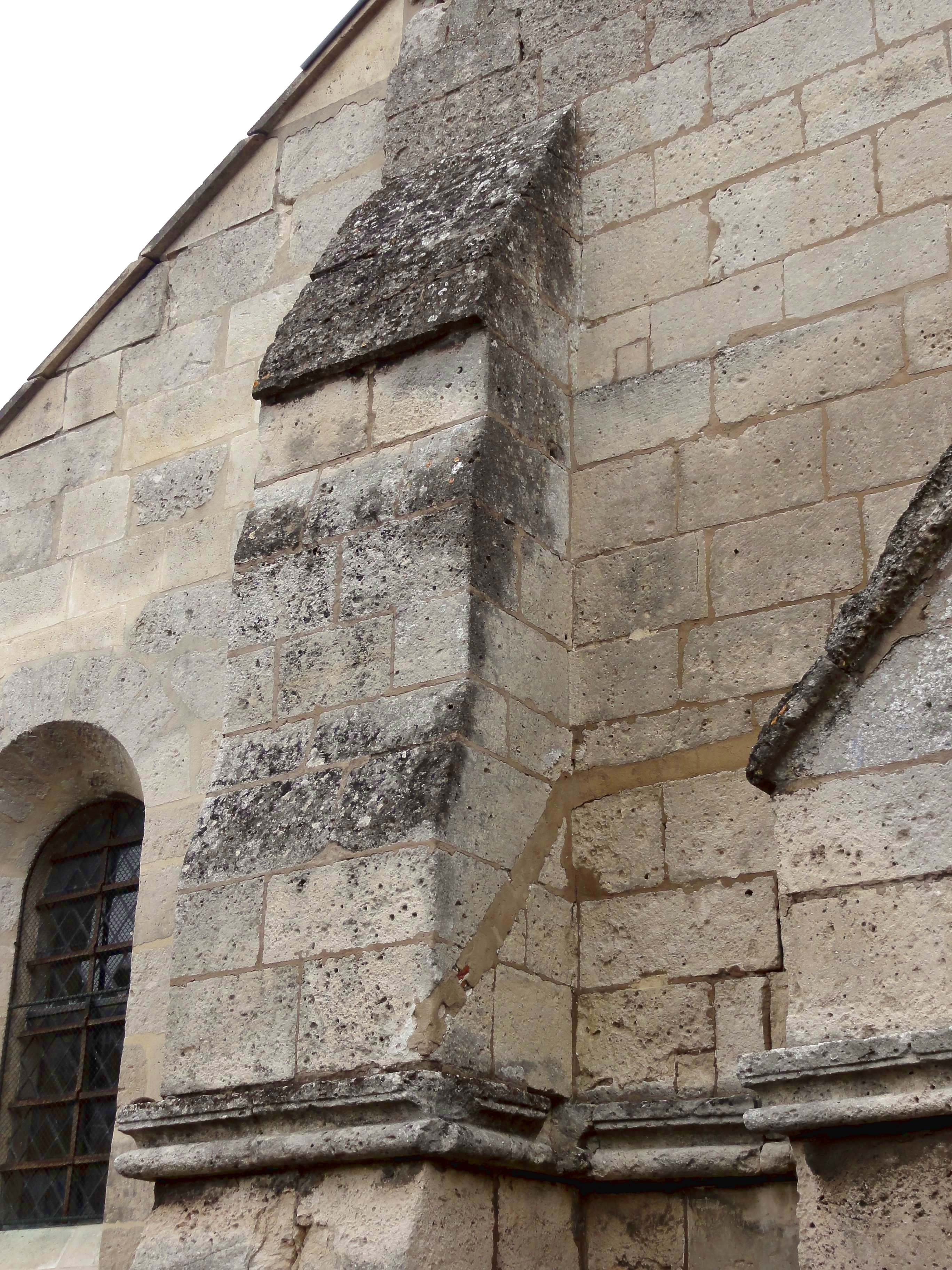
Contrefort de la façade.
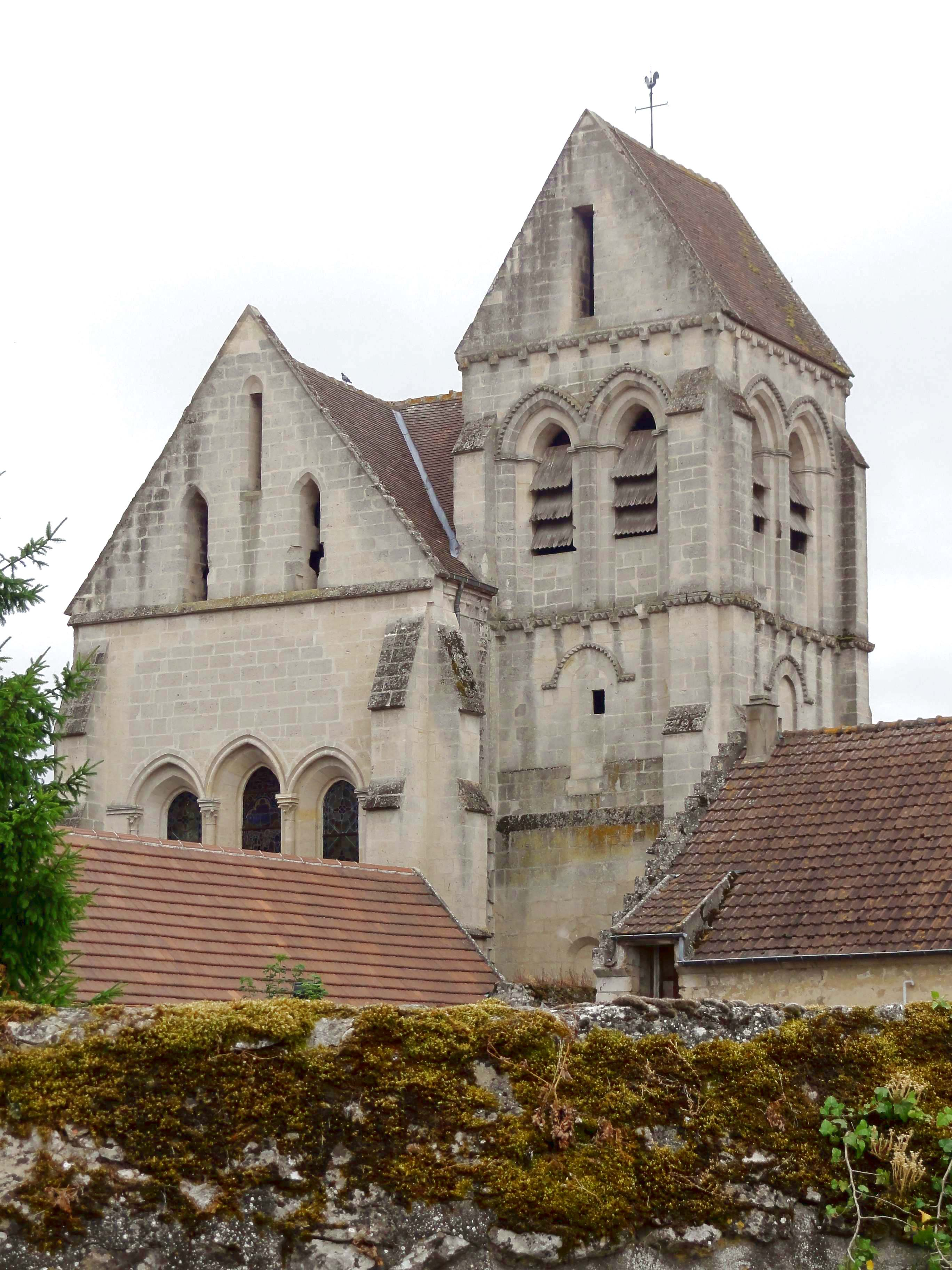
Vue depuis le nord-est.

## Mobilier
Parmi le mobilier de l'église, six éléments ou ensembles sont inscrits monument historique au titre objet par des arrêtés du 15 mai 1996. Il s'agit notamment de tableaux, ainsi que d'une statue et d'un lutrin. Aucun élément n'est classé. Non inscrites, quoique de belle facture, sont les boiseries et les trois retables.

### Boiseries et retables
Dans la nef et le bas-côté, on rencontre surtout des boiseries assez ordinaires composées de simples panneaux à fenestrages, qui paraissent dater du XVIIIe siècle. Elles sont seulement rythmées par l'alternance de panneaux étroits à deux registres, et des panneaux larges à trois registres, dont le dernier, peu élevé, symbolise l'entablement. Le premier registre est séparé du deuxième par une baguette. Dans l'angle nord-est de la nef, autour du retable de saint Sébastien, et dans la base du clocher, autour du retable de la Vierge, les boiseries sont toutefois agrémentées de pilastres ioniques, sculptés de motifs végétaux en haut et en bas. Les boiseries plus élaborées du chœur datent du début du XVIIIe siècle. Elles ont été mises en valeur par une restauration vers le début des années 1990. Elles se composent de pilastres corinthiens placés sur de hauts stylobates, et supportant un entablement à la métope sculpté de rinceaux d'inspiration baroque, et à la corniche fortement saillante. Entre deux stylobates, s'insère un panneau à fenestrage, et entre deux pilastres, un panneau à fenestrage au fronton cintré, dont les écoinçons arborent une branche de palme ou d'olivier. Le maître-autel et son retable s'intègrent dans ces boiseries. Ici les pilastres cèdent la place à des piédroits sculptés de chutes de fleurs. La colombe du Saint-Esprit se profile devant l'autel, et le retable affiche un grand tableau peint à l'huile sur toile représentant la Résurrection. Particulièrement remarquable est le tabernacle, dont la porte est sculpté de l'agneau mystique au-dessus du livre aux sept sceaux, sur lequel descendent des rayons de lumière depuis une nuée en haut du ciel.

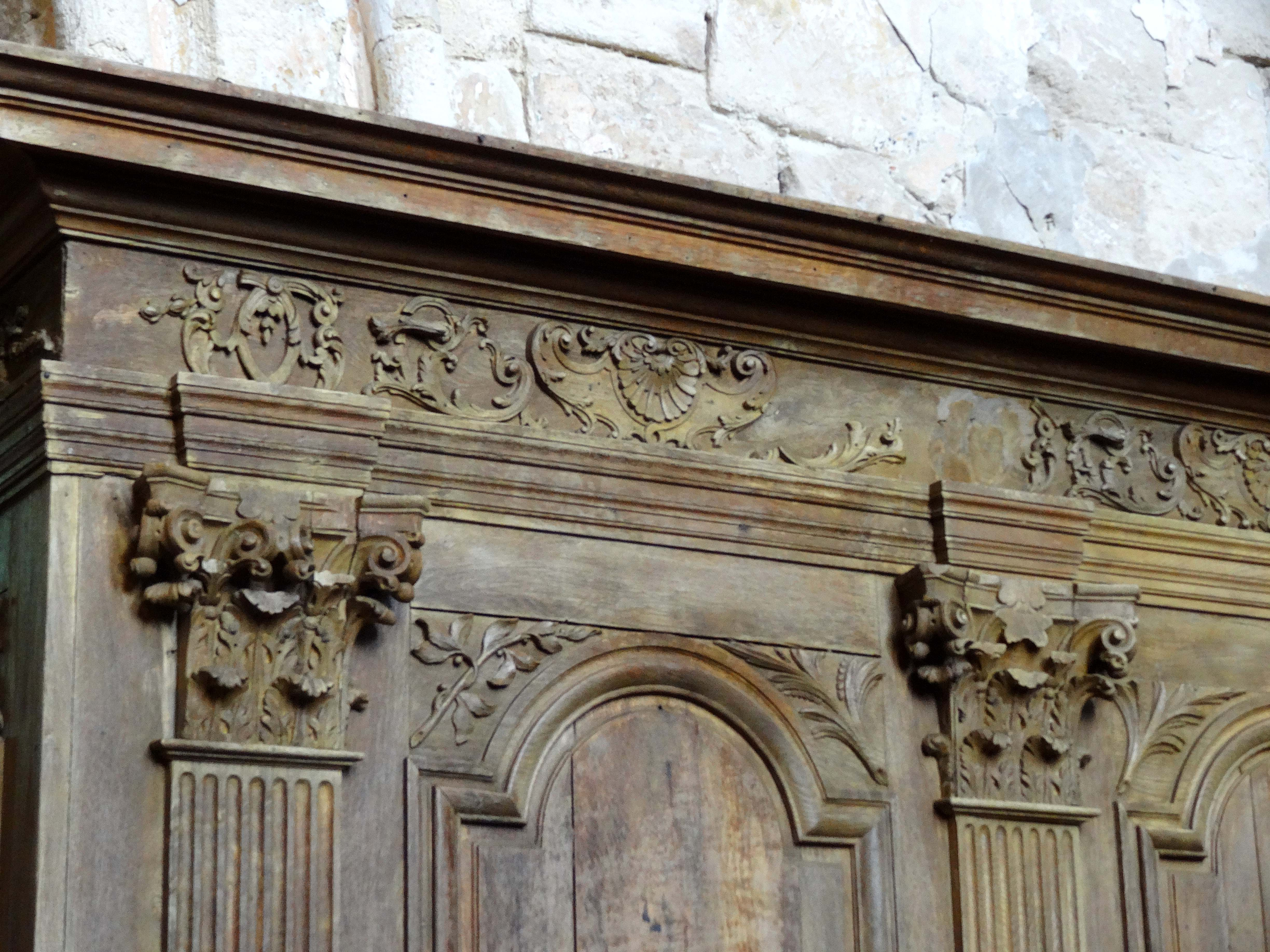
Boiseries du chœur.
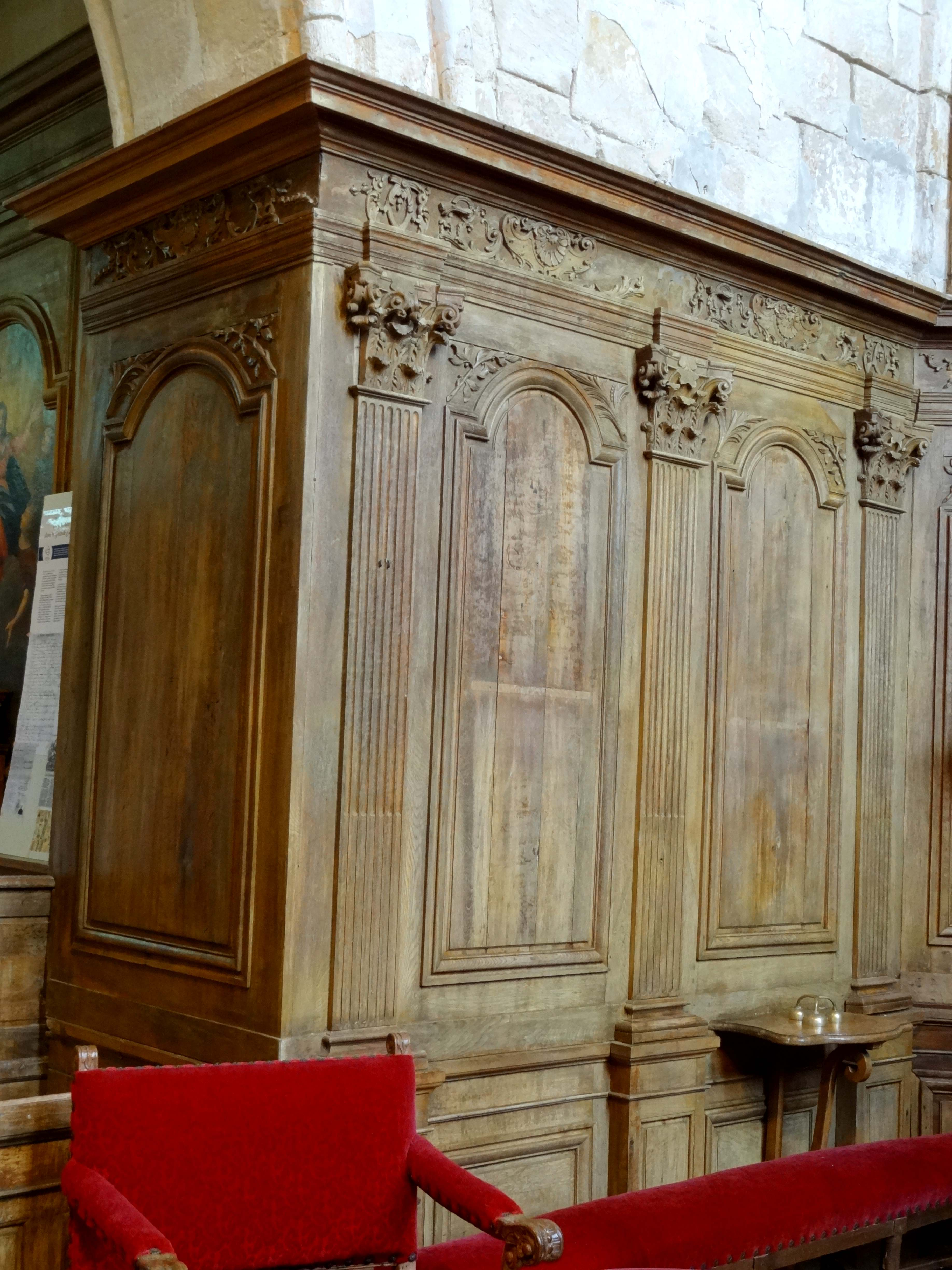
Boiseries du chœur.
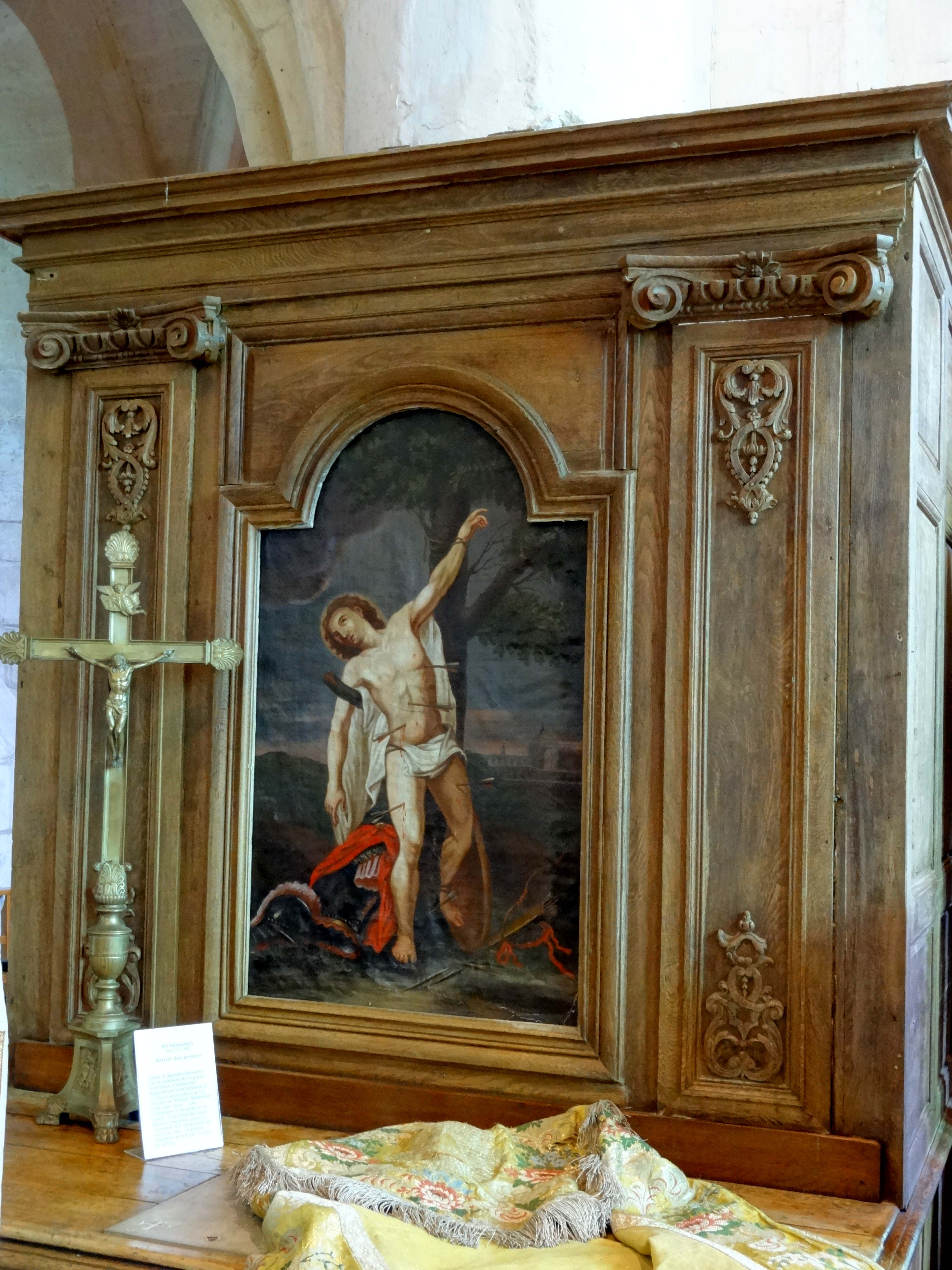
Retable de St Sébastien.
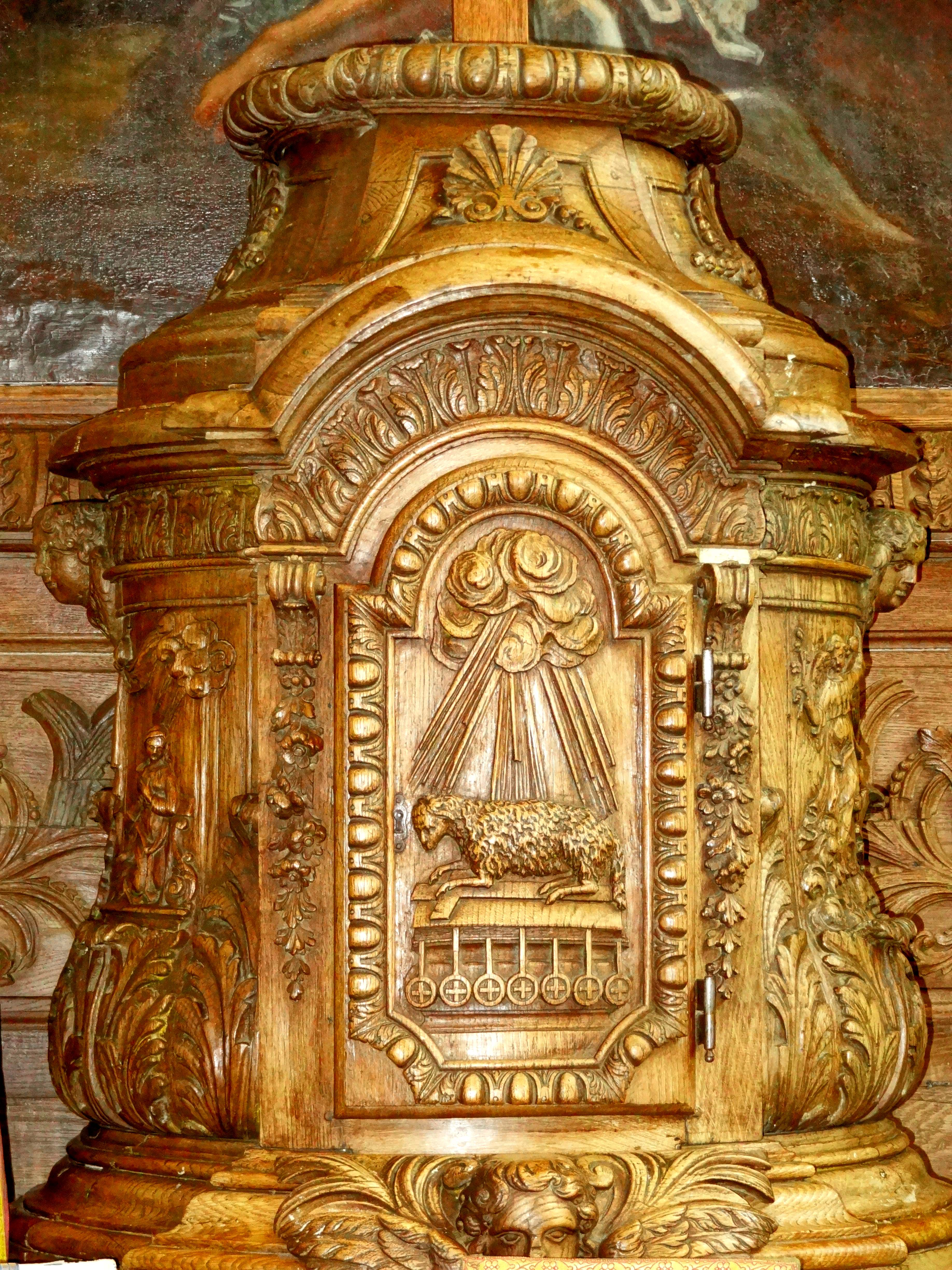
Tabernacle.
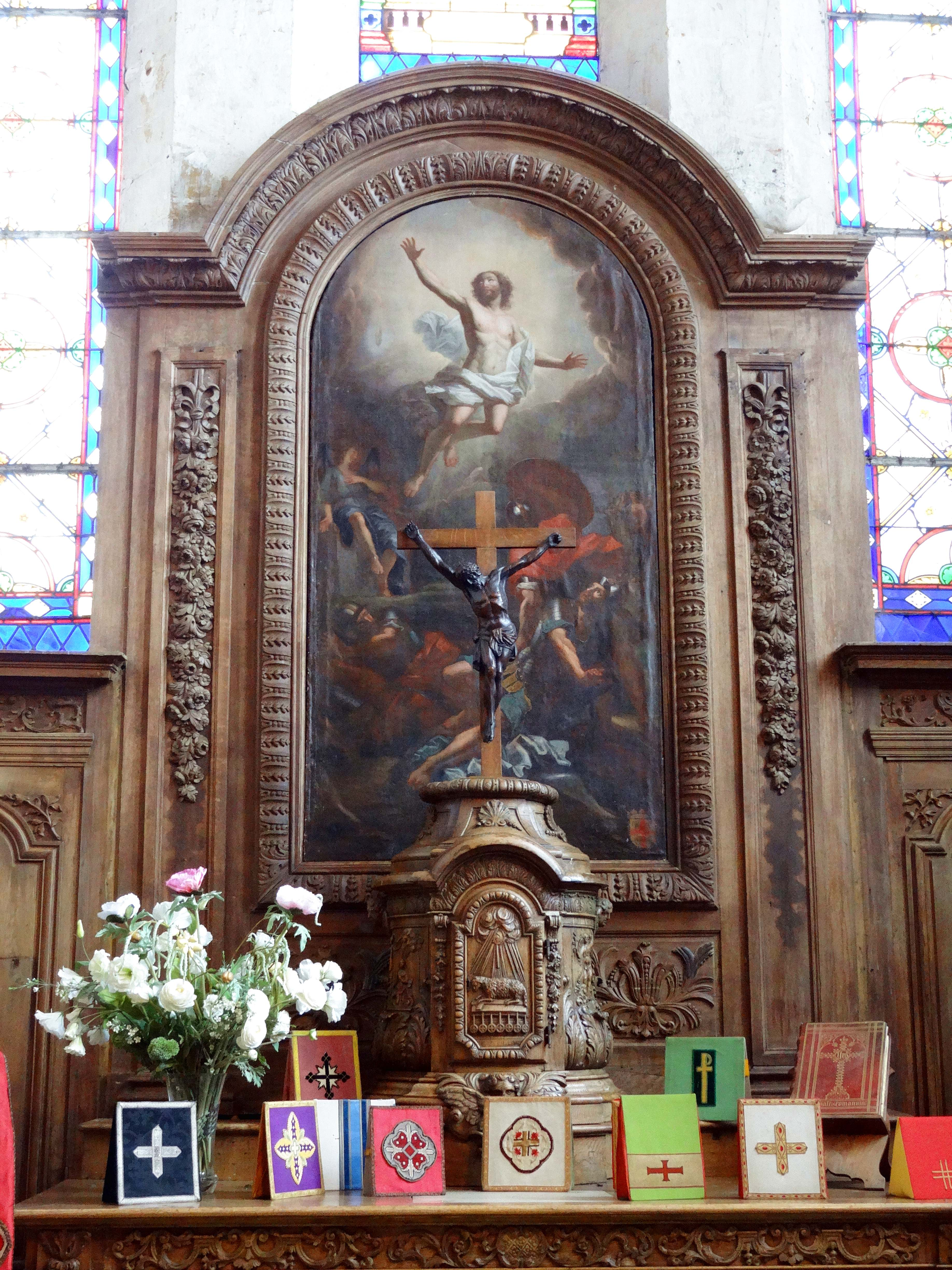
Retable du maître-autel.
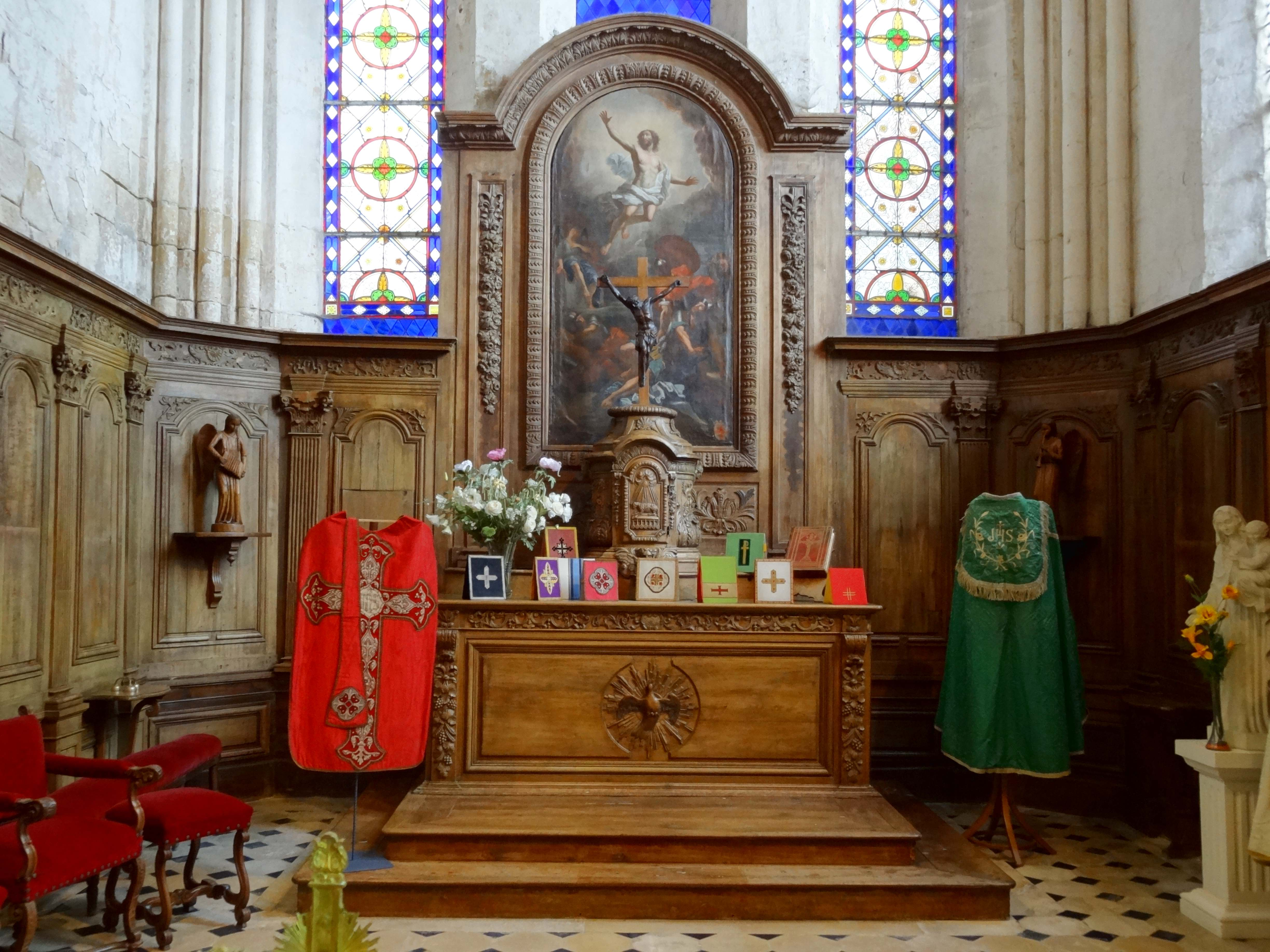
Retable du maître-autel.

### Sculpture
- La statuette d'un Évangéliste est en bois polychrome. Elle mesure 50 cm de hauteur, et date du XVIe siècle. La commune l'a confiée au musée de l'Archerie et du Valois à Crépy-en-Valois, où elle est exposée au département de la sculpture religieuse[9].
- La statue de saint Nicaise est également en bois, mais a perdu sa polychromie. Les détails de son habit d'évêque ont été rendus avec beaucoup de fidélité. Saint Nicaise fait partie des saints céphalophores. En l'occurrence, il porte seulement sa mitre entre ses mains, mais garde sa tête sur les épaules. La tête semble toutefois tronquée au niveau des cheveux. Cette œuvre de qualité n'est pas encore protégé au titre des monuments historiques à ce jour.
- Le groupe sculpté représentant la Charité de Saint-Martin est en bois polychrome. Il est fortement rongé par la vermoulure et réduit à l'état de fragment. Manquent notamment le couvre-chef de saint Martin, sa main gauche et l'épée ; trois des quatre jambes du cheval ainsi que la queue ; et le mendiant, sauf la moitié du torse attenante au cheval. Cette œuvre, emblématique des églises dédiées à saint Martin, a été transférée au musée de Crépy-en-Valois, où elle a été soumise à un traitement conservatoire. Elle y est exposée dans son état de mutilation, qui s'oppose à un classement aux monuments historiques.
- La statue représentant saint Martin en pied, en habit de soldat, en train de partager son manteau avec son épée, est en bois polychrome. Elle n'est pas datée, et n'est pas protégée au titre des monuments historiques.
- L'aigle-lutrin est en bois taillé et ciré. Il mesure 200 cm de hauteur, et date du XVIIIe siècle[10]. Ce meuble est également exposé au musée de l'Archerie et du Valois.

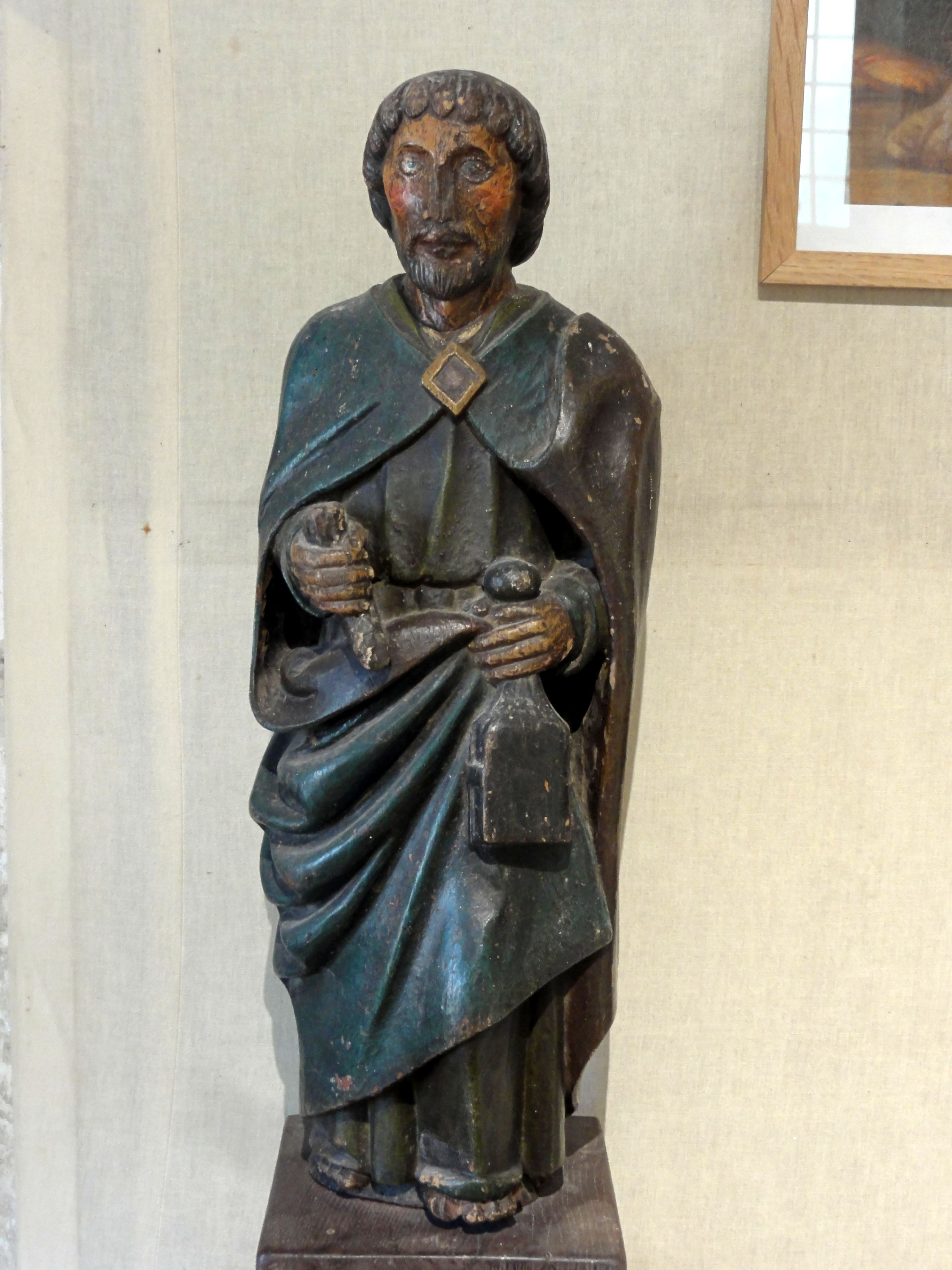
Statue d'un Évangéliste.
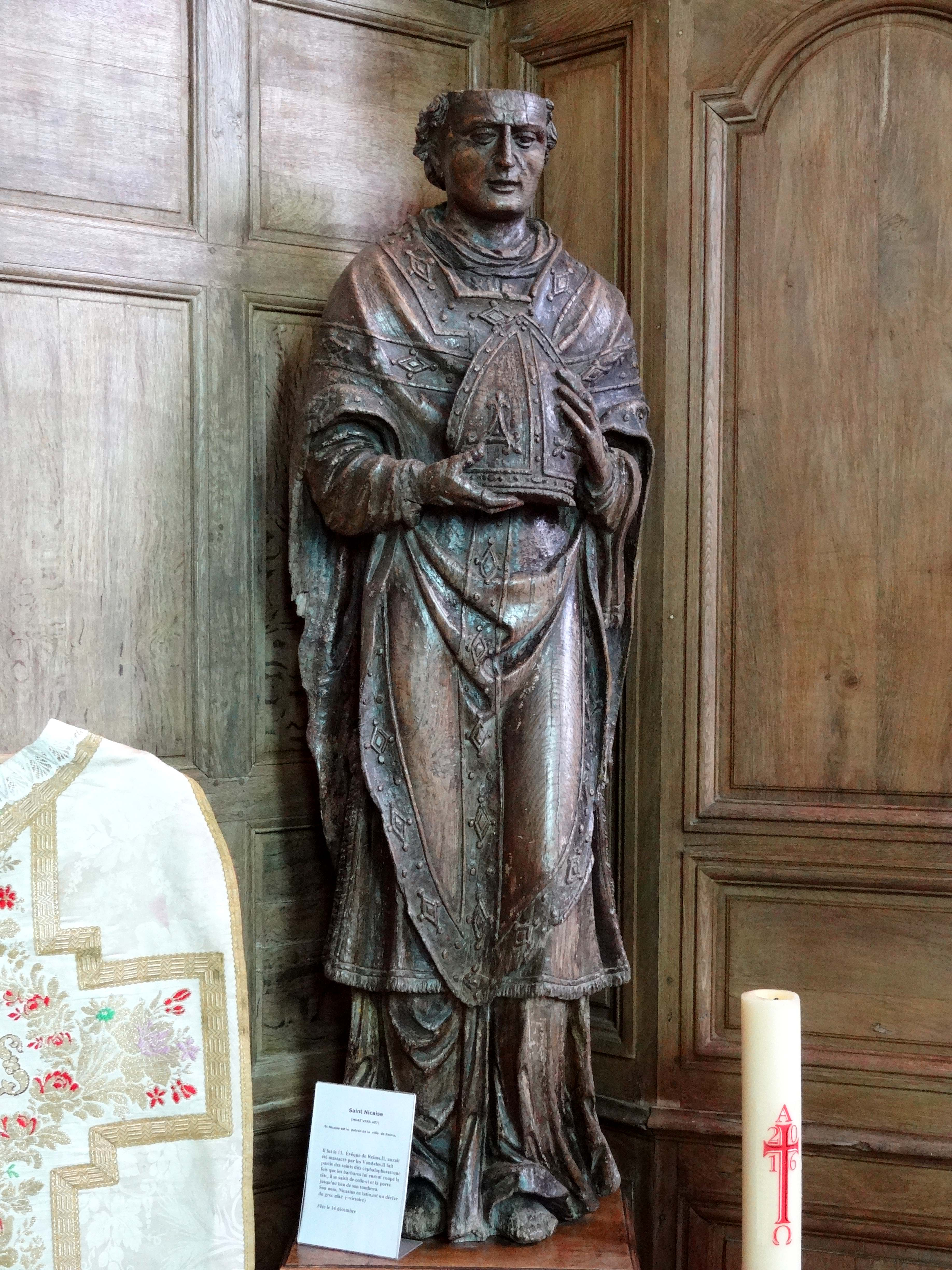
Saint Nicaise.
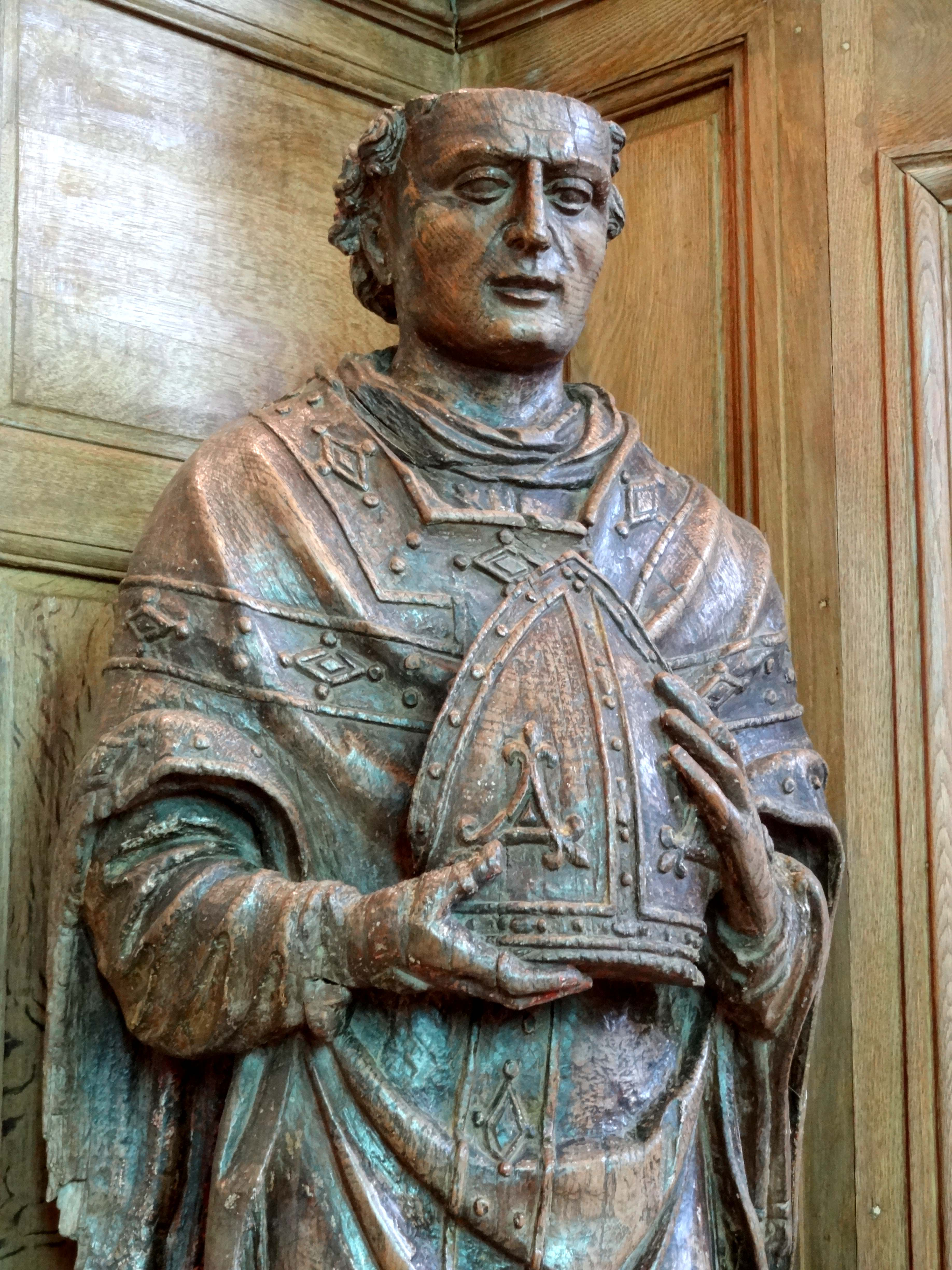
Saint Nicaise, détail.
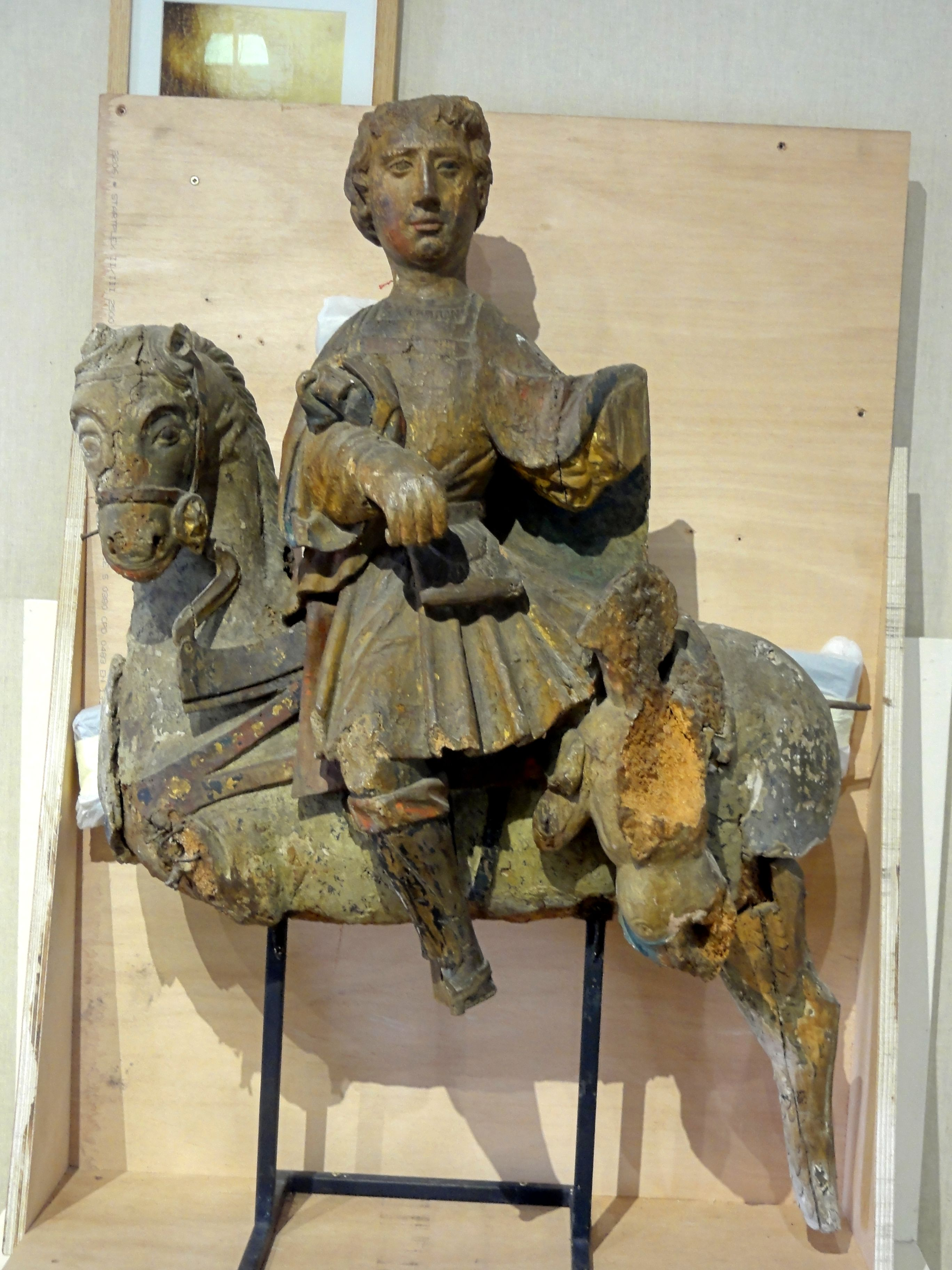
Charité de Saint Martin.
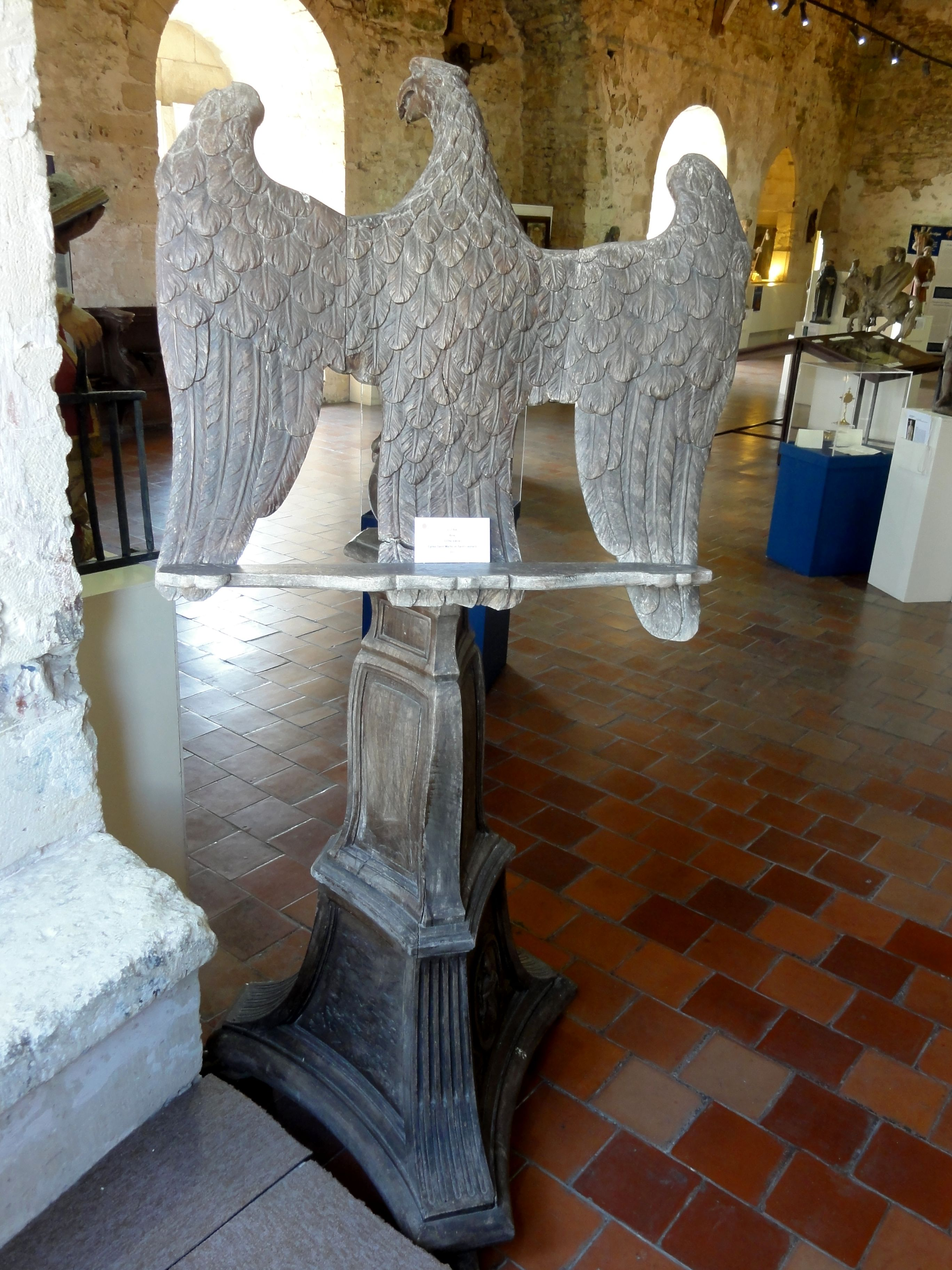
Aigle-lutrin.
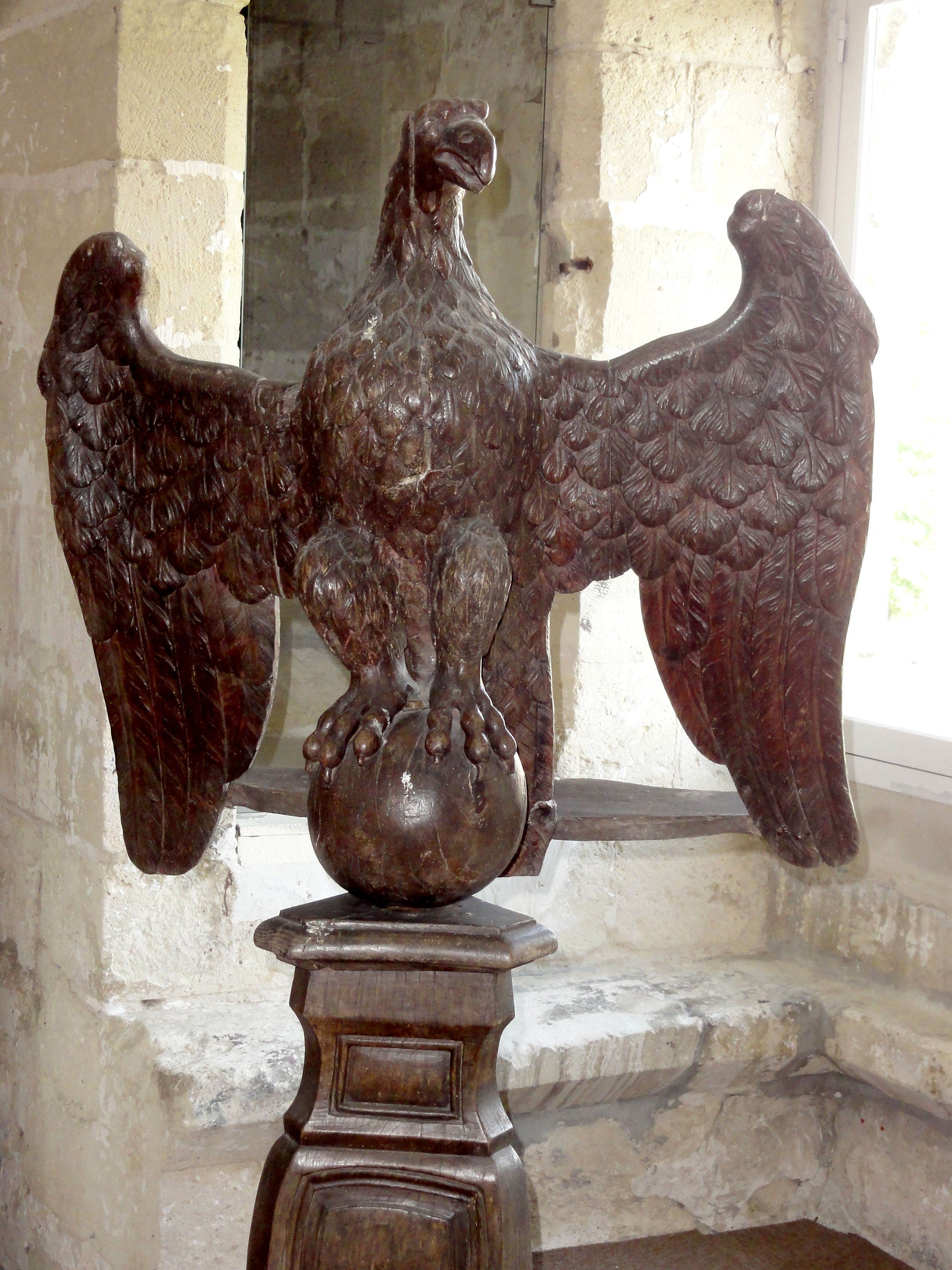
Aigle-lutrin, détail.

### Peinture
- L'ensemble de six panneaux peints (selon le dossier de protection) se compose en réalité de cinq panneaux, dont le premier et le dernier sont très étroits, et dont celui du milieu est le plus large. Ils représentent, de gauche à droite, saint Michel combattant le démon ; la rencontre d'un évêque et d'un moine, sujet à identifier ; sainte Marguerite avec une autre sainte martyre ; saint Sébastien avec saint Roch ; puis un garçon accompagné d'un ange. Ces tableaux datent de la fin du XVe siècle, et ont été rassemblés dans un cadre moderne. L'ensemble mesure 54 cm de hauteur pour 223 cm de longueur[11].
- Le panneau peint représentant, avec un affolant souci du détail, le martyre saint Érasme, par ouverture de l'estomac et enroulement des intestins sur un cabestan, est peint à l'huile sur bois. Il mesure 84 cm de hauteur pour 60 cm de largeur hors cadre, et date du XVIe ou XVIIe siècle[12].
- Tout à l'opposé de cette œuvre est le panneau peint représentant telle une icône un saint évêque en buste, encore jeune, bénissant de la main droite et présentant un livre ouvert de la main droite. Sa tête est auréolée, et son visage exprime la sérénité. L'œuvre mesure 125 cm de hauteur pour 103 cm de largeur avec le cadre, et pourrait dater du XVIe siècle[13].
- Un autre panneau peint représente une double effigie. Il mesure 46 cm de hauteur pour 58 cm de largeur, et pourrait dater du XVIe siècle. Ce tableau n'est actuellement pas visible dans l'église (sans illustration).

On peut encore signaler les tableaux des trois retables. Ils représentent le martyre de saint Sébastien (à la fin de la nef à gauche), l'Assomption (dans la chapelle de la base du clocher), et la Résurrection de Jésus-Christ (dans le sanctuaire).

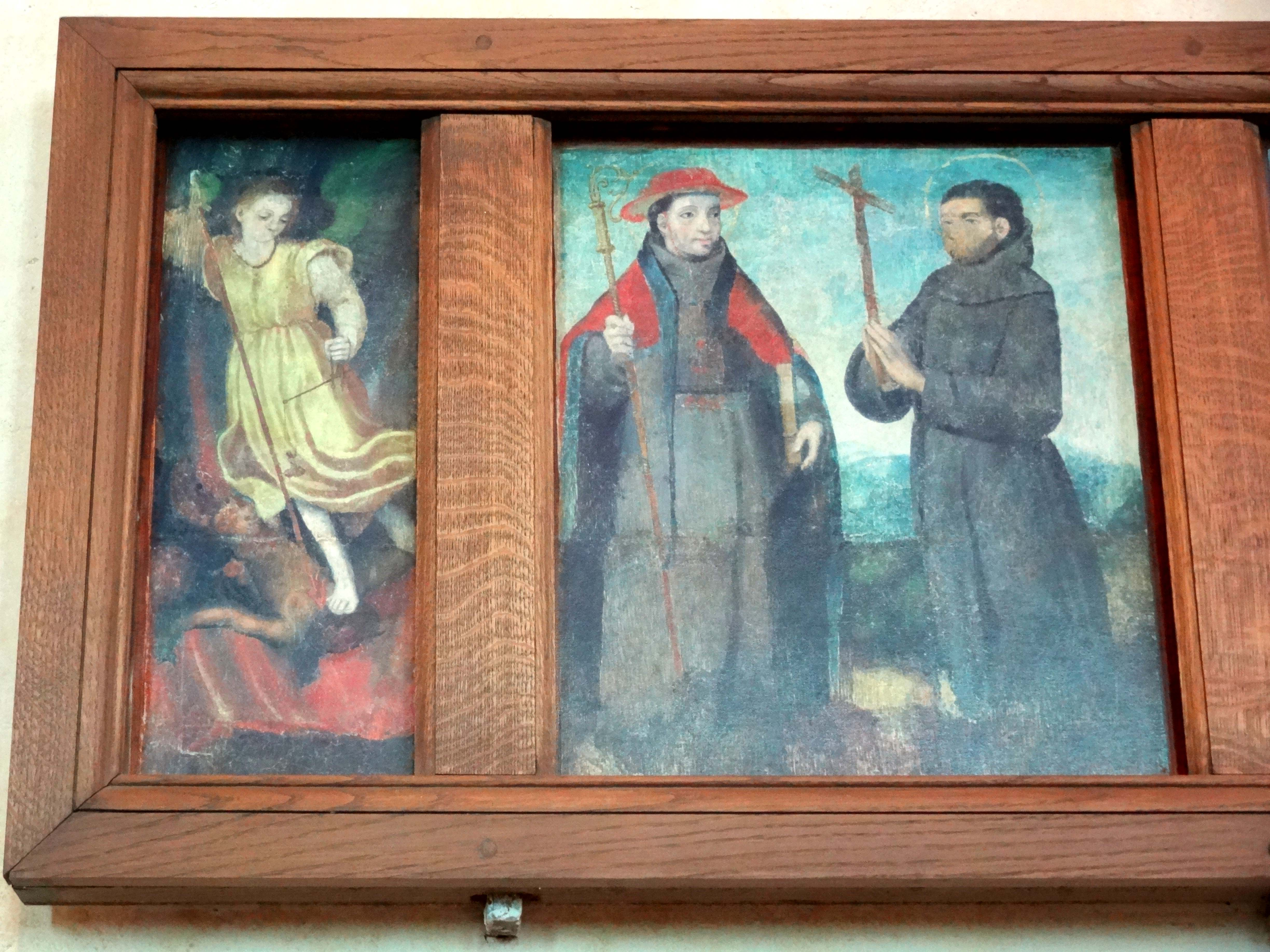
Ensemble de 6 [sic] panneaux peints (1).
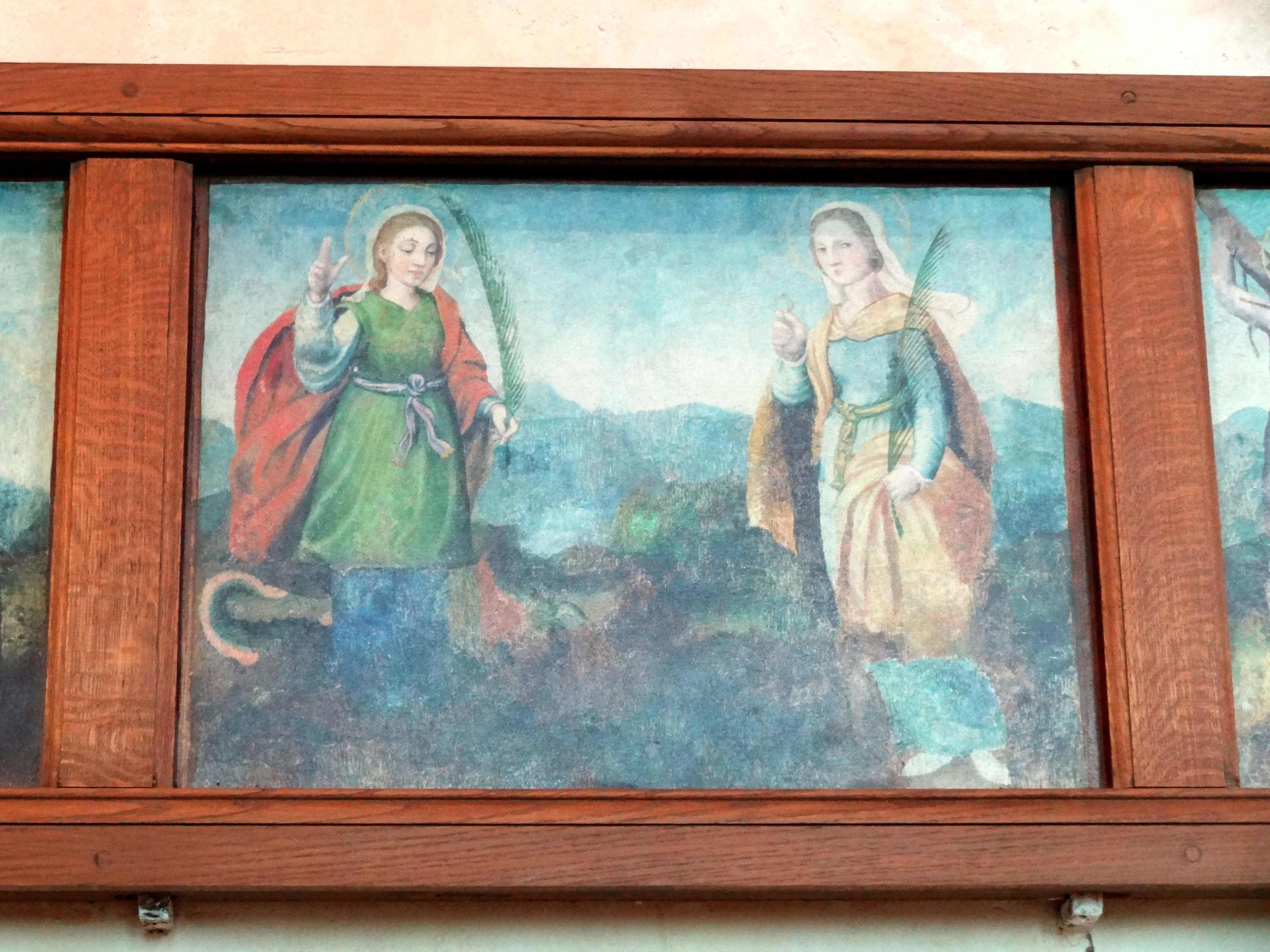
Ensemble de 6 [sic] panneaux peints (2).
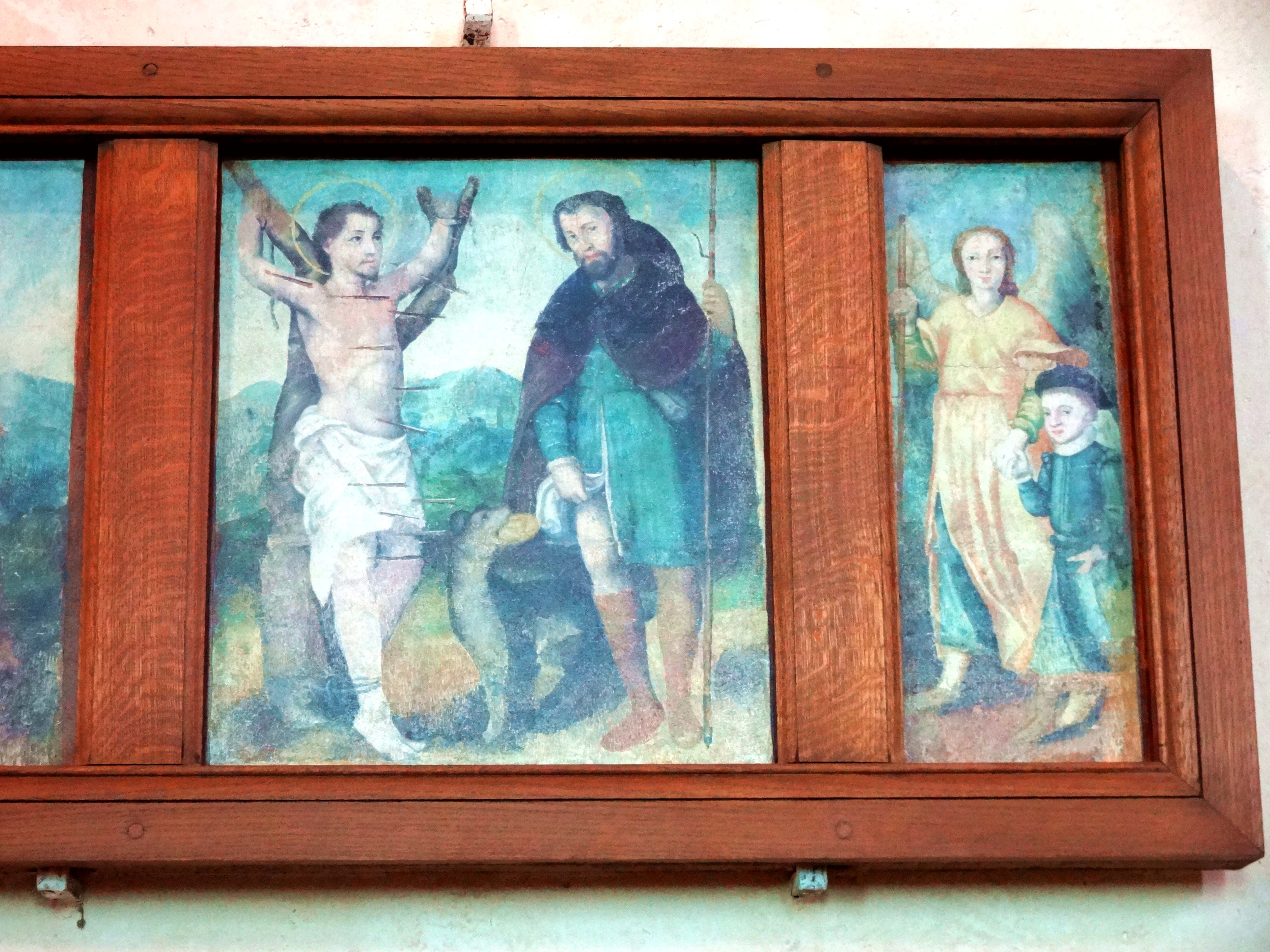
Ensemble de 6 [sic] panneaux peints (3).
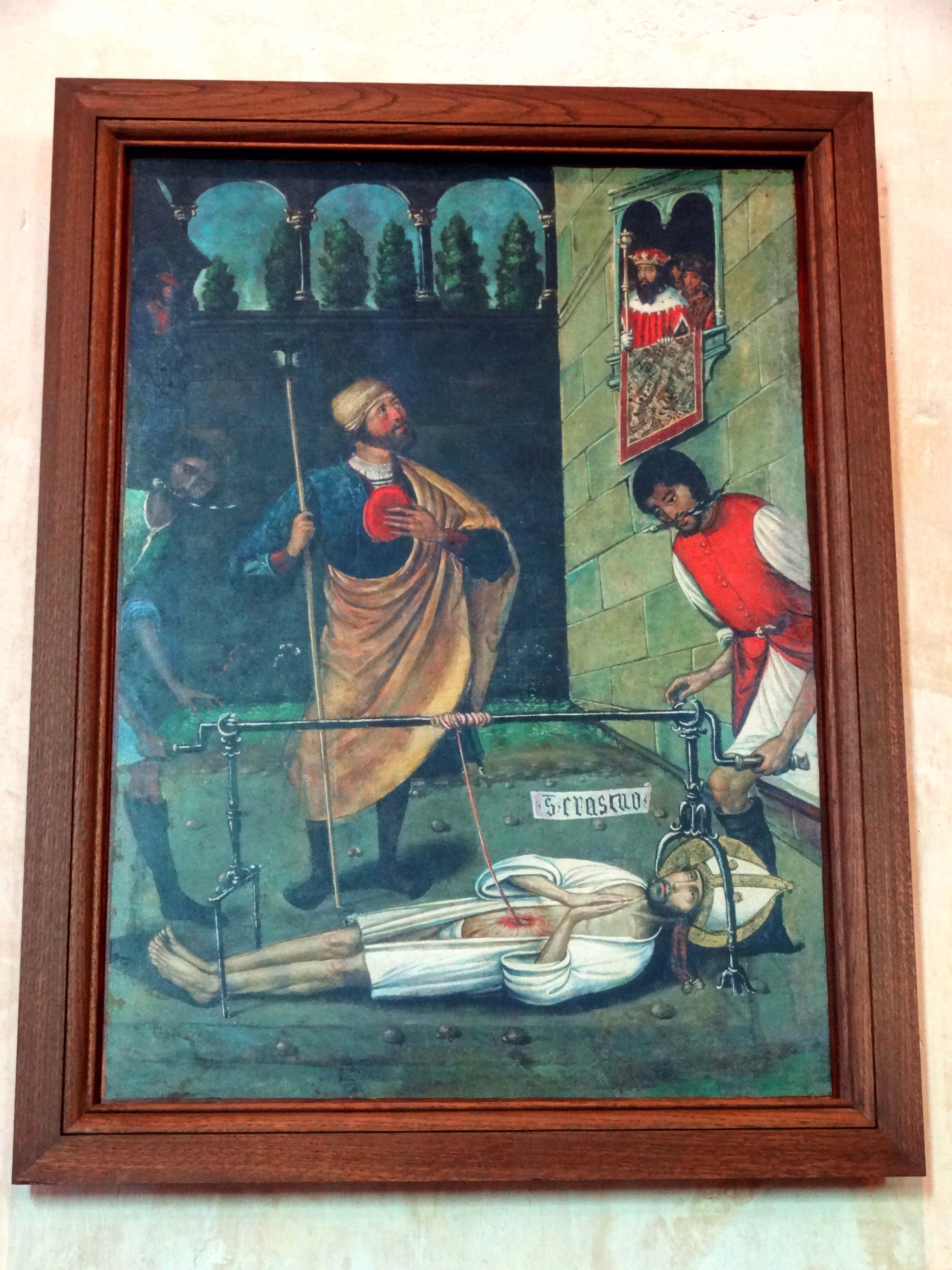
Le martyre de saint Érasme.
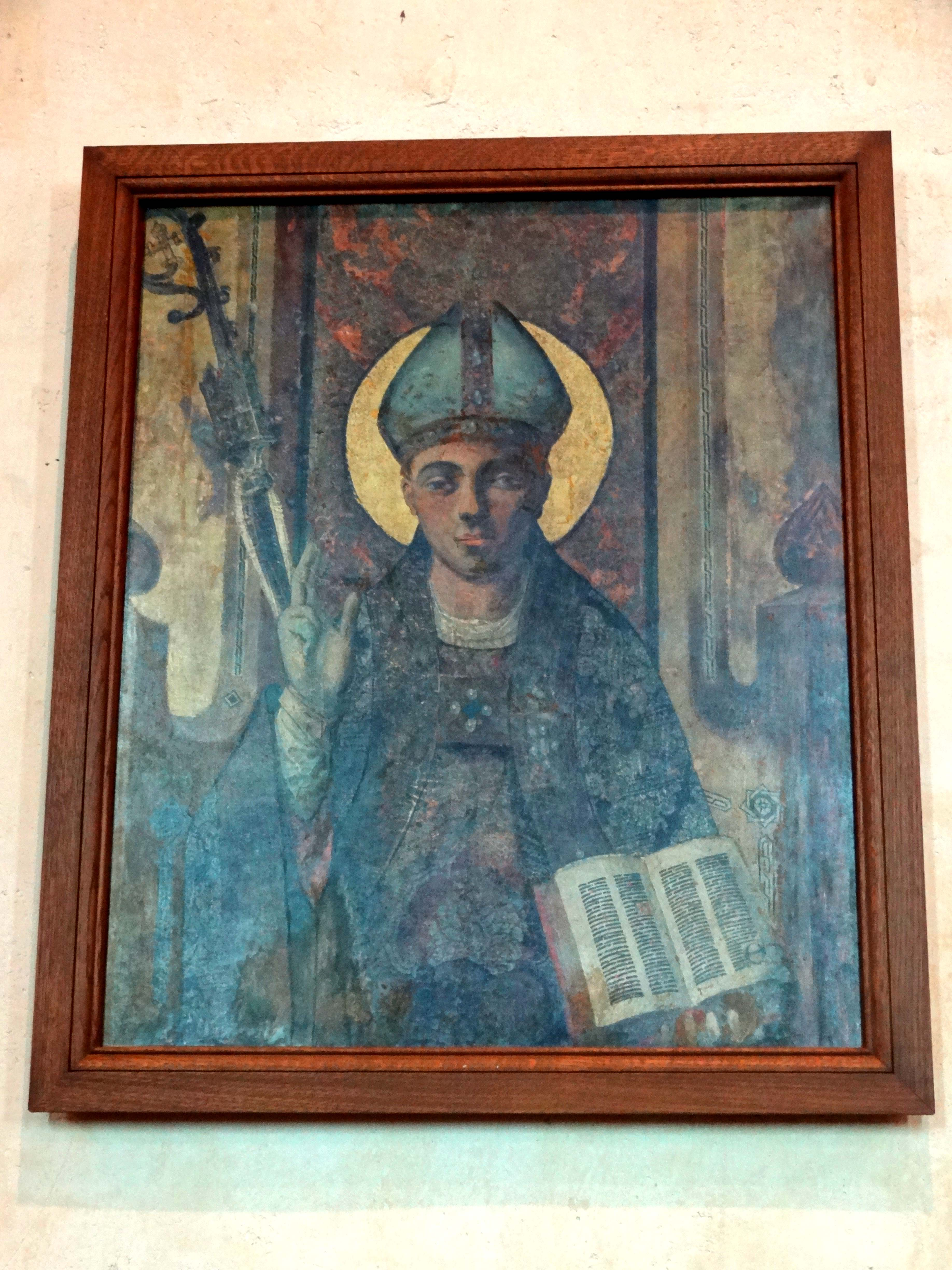
Saint évêque.
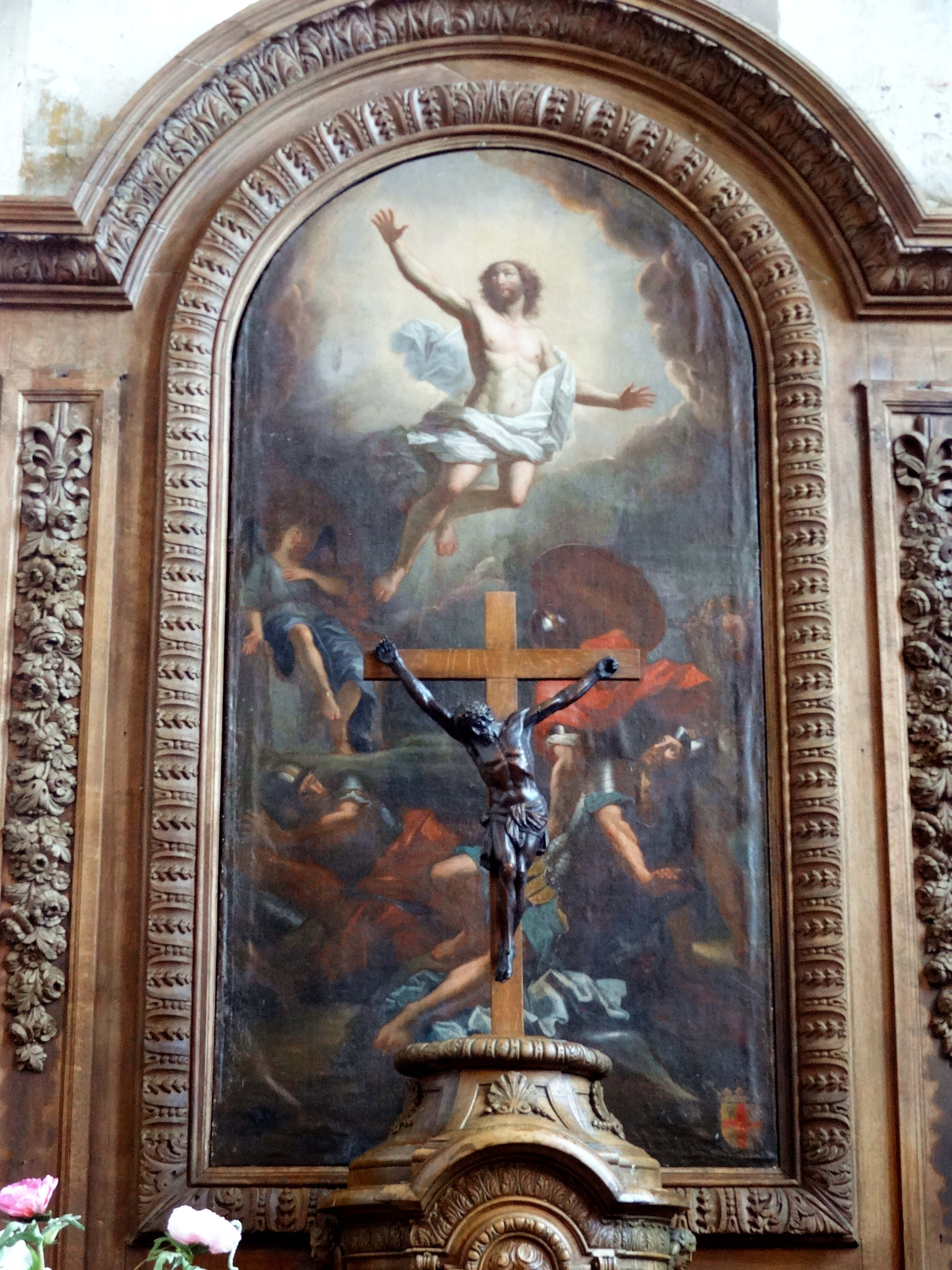
La Résurrection de Jésus-Christ.